# ディープ・パープル
ディープ・パープル（英語: Deep Purple）は、イギリスのイングランド出身のハードロック・バンドである。
レッド・ツェッペリンと並ぶハードロック・バンドの代表格の一つに数えられ、後続のバンドや多くのヘビー・メタル・バンドに多大な影響を与えた。
1968年結成。1976年に第4期のグループが解散。1984年に第2期のメンバーによって再結成。2024年現在、第10期が活動中である。
アルバムセールスは、全世界で1億枚を突破している。2016年度に「ロックの殿堂」入りを果たした。

## 概要
ディープ・パープルは長い歴史の中で多くのメンバー・チェンジを繰り返すも、ボーカル／ベース／ギター／キーボード／ドラムという構成を一貫して保ち、大音量のハードロック演奏を繰り広げてきた。初代ギタリストのリッチー・ブラックモアはハード・ロック・ギタリストの筆頭格と認識され、ハードロックやヘビーメタルロックのギタリストに絶大な影響を与え、多くの心酔者と追随者を生んだ。
ディープ・パープルの特徴の一つとして挙げられるのは、レッド・ツェッペリンや多くのハードロック・バンドと異なり、キーボードがギターとほぼ同等の比重を占めることである。初代キーボーディストのジョン・ロードは、ロック・ミュージックのハモンド・オルガン奏者のパイオニアの一人であり、ハモンド・オルガンをハードロックに導入するという大きな功績をあげた。
代表曲には「ハッシュ」「ブラック・ナイト」「ハイウェイ・スター」「スモーク・オン・ザ・ウォーター」「紫の炎」「ウーマン・フロム・トーキョー」「スペース・トラッキン」「スピード・キング」「チャイルド・イン・タイム」などがある。

## 現メンバー
※2023年2月時点
- イアン・ペイス (Ian Paice) - ドラムス (1968年– )
- ロジャー・グローヴァー (Roger Glover) - ベース (1969年–1973年、1984年– )
- イアン・ギラン (Ian Gillan) - ボーカル (1969年–1973年、1984年–1989年、1992年– )
- ドン・エイリー (Don Airey) - キーボード (2002年– )
- サイモン・マクブライド (Simon McBride) - ギター (2022年– )

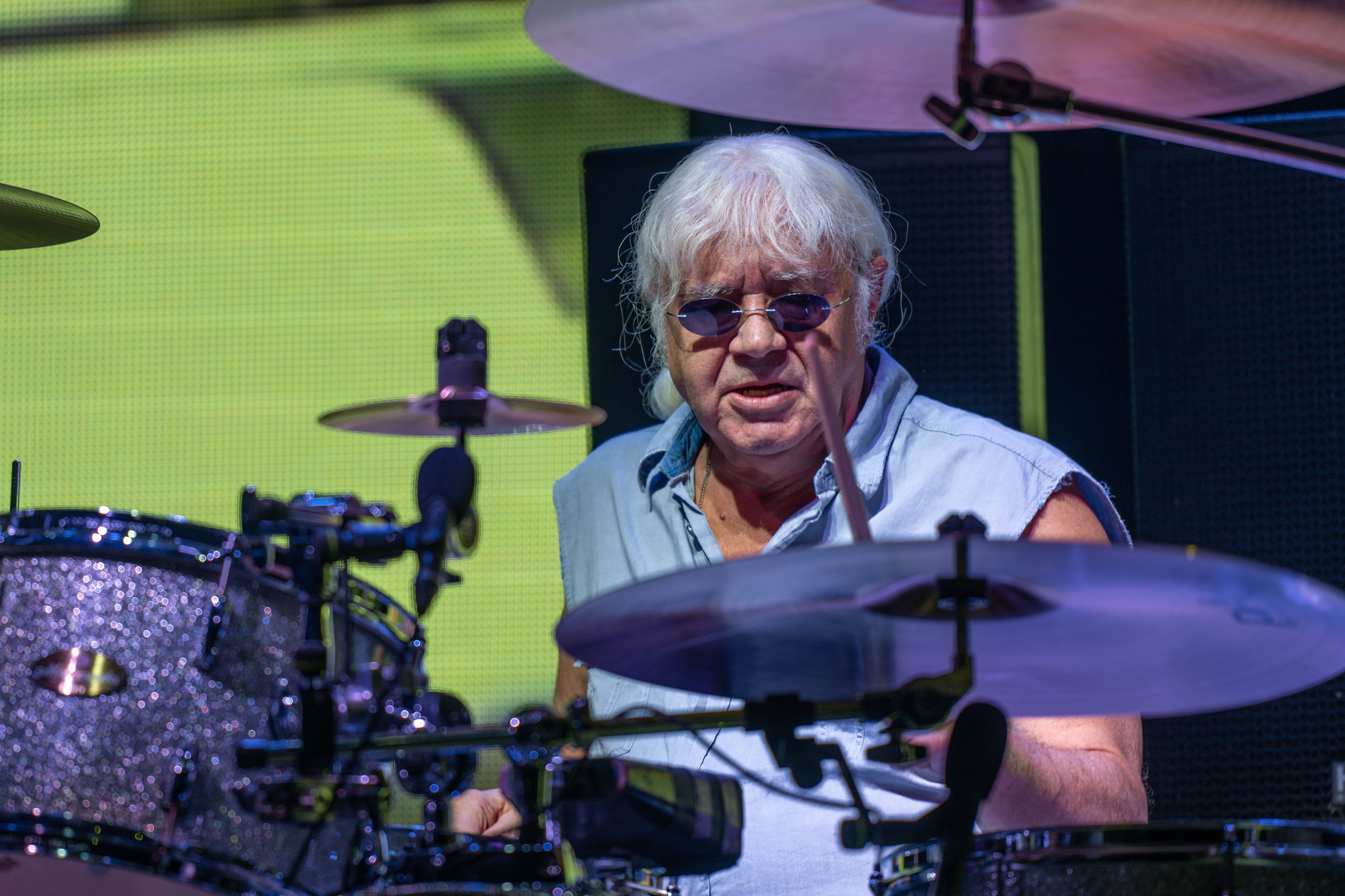
イアン・ペイス(Ds) 2022年
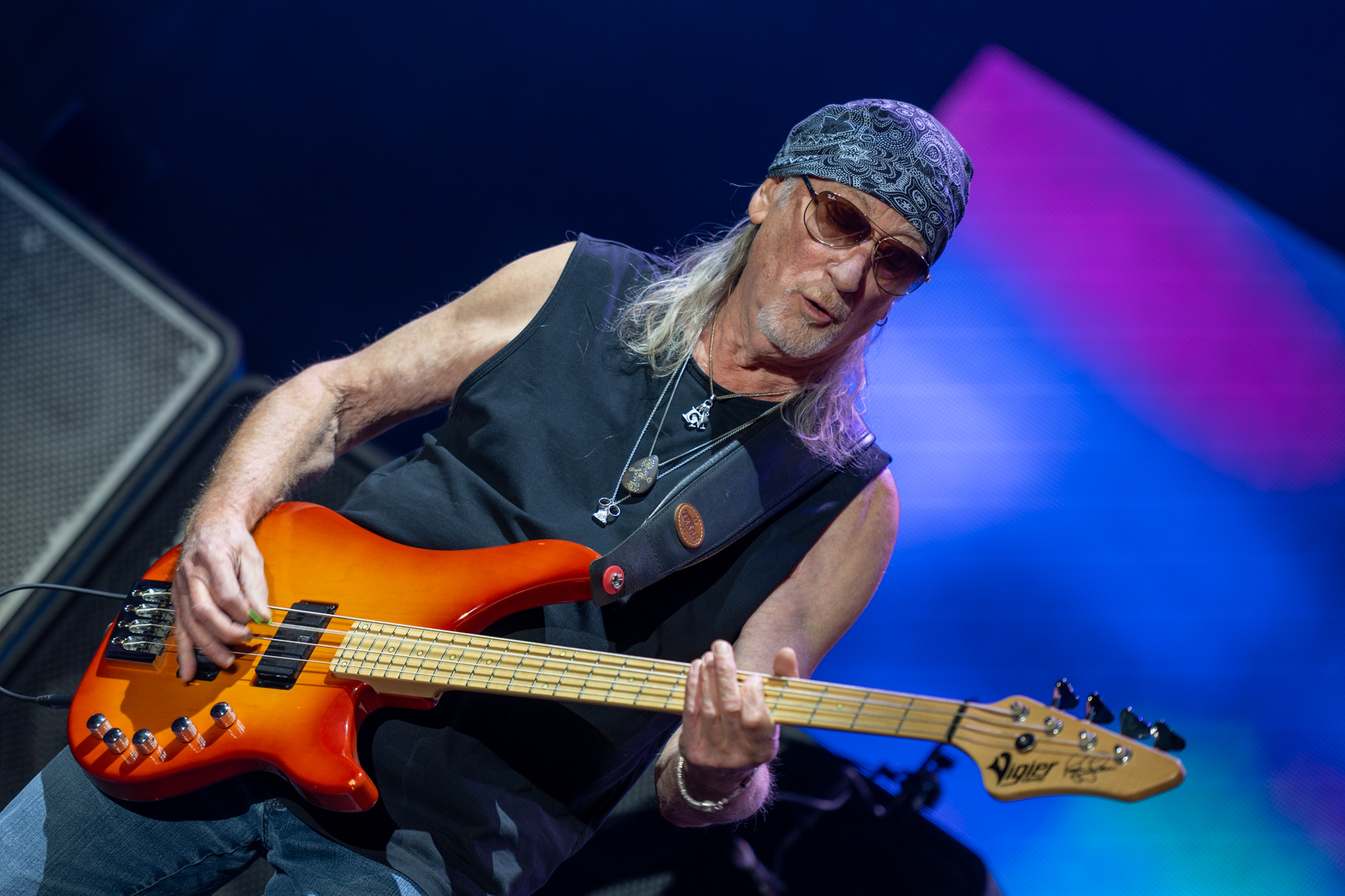
ロジャー・グローヴァー(B) 2022年
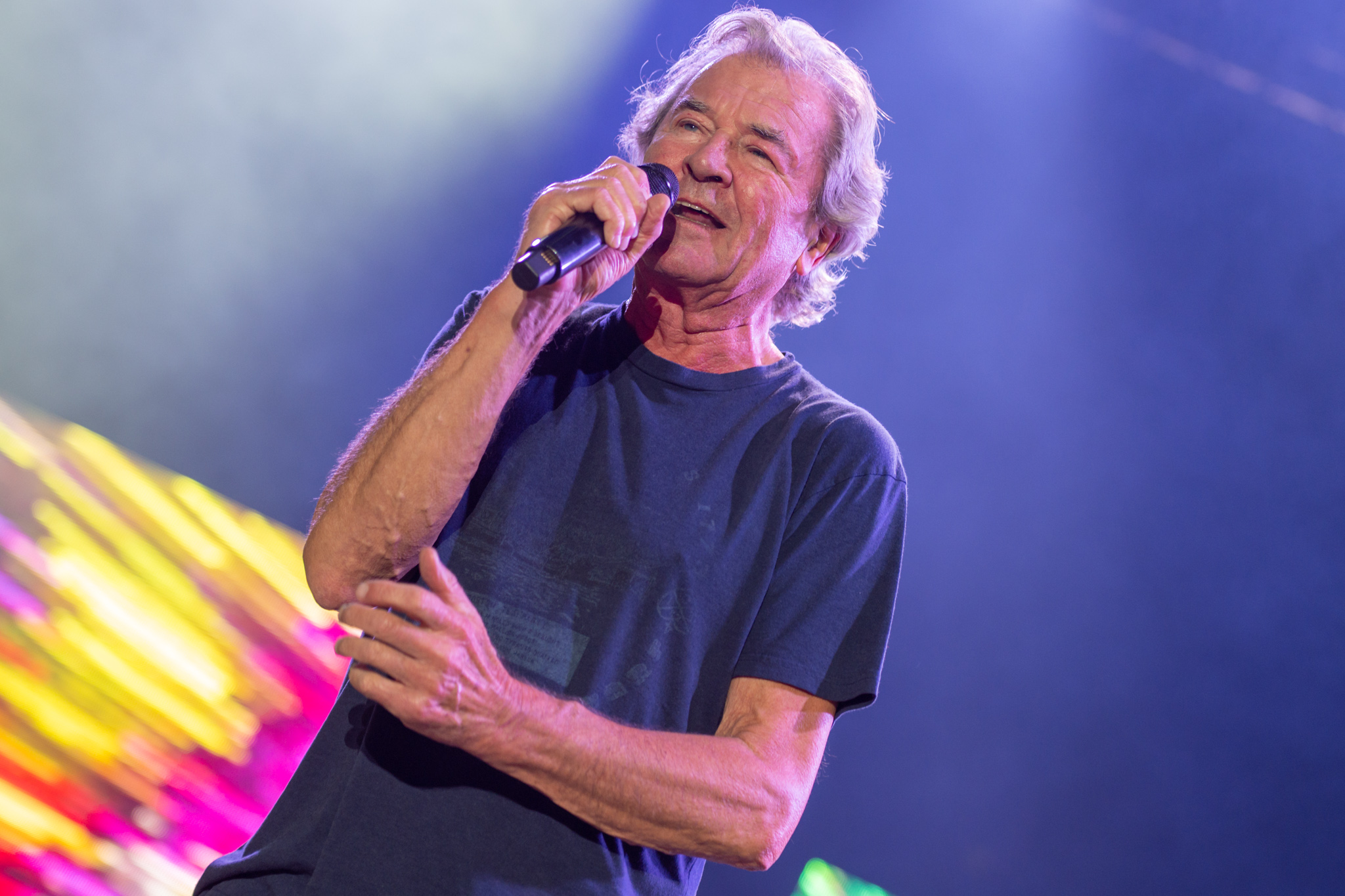
イアン・ギラン(Vo) 2022年
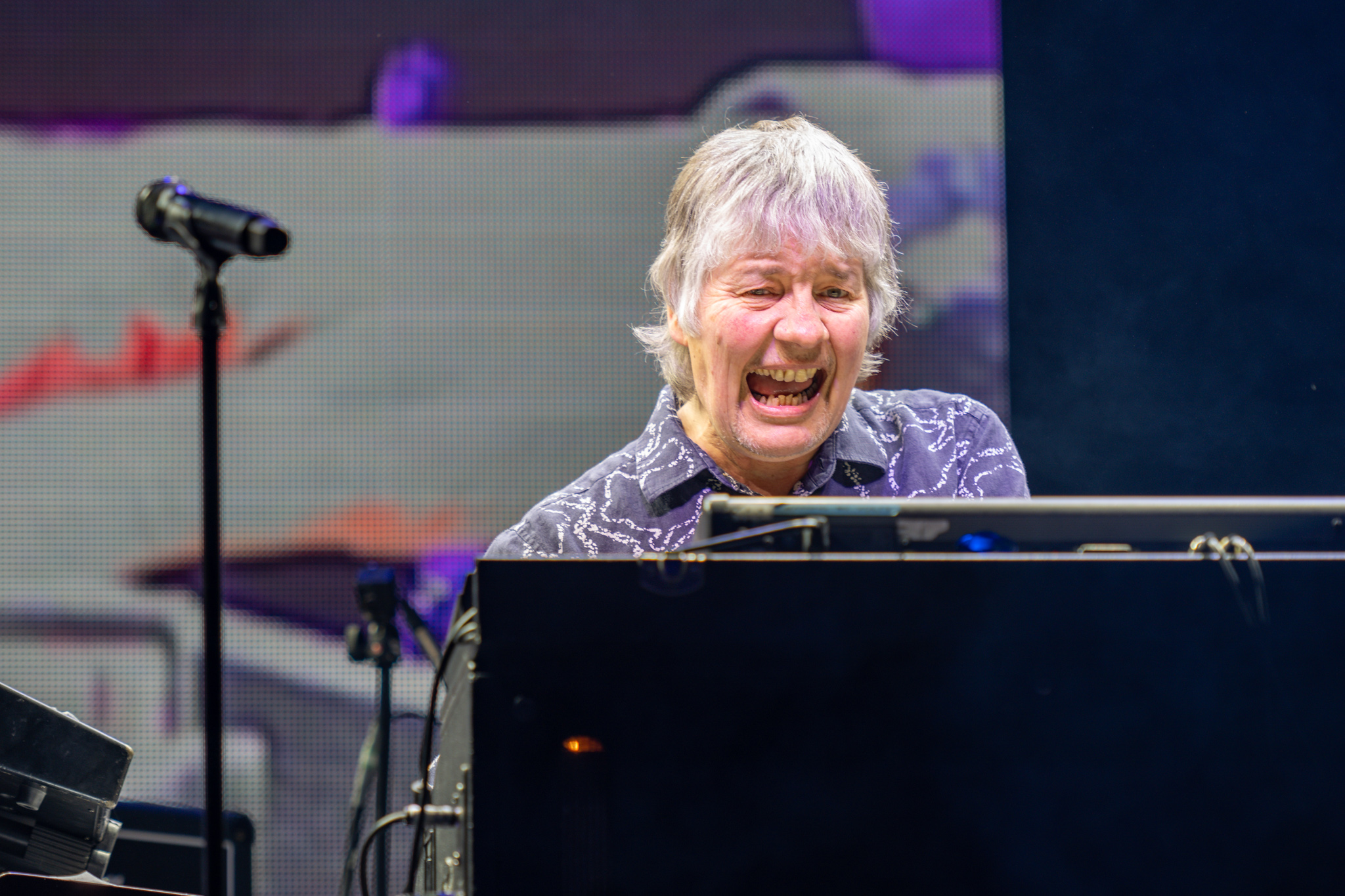
ドン・エイリー(Key) 2022年
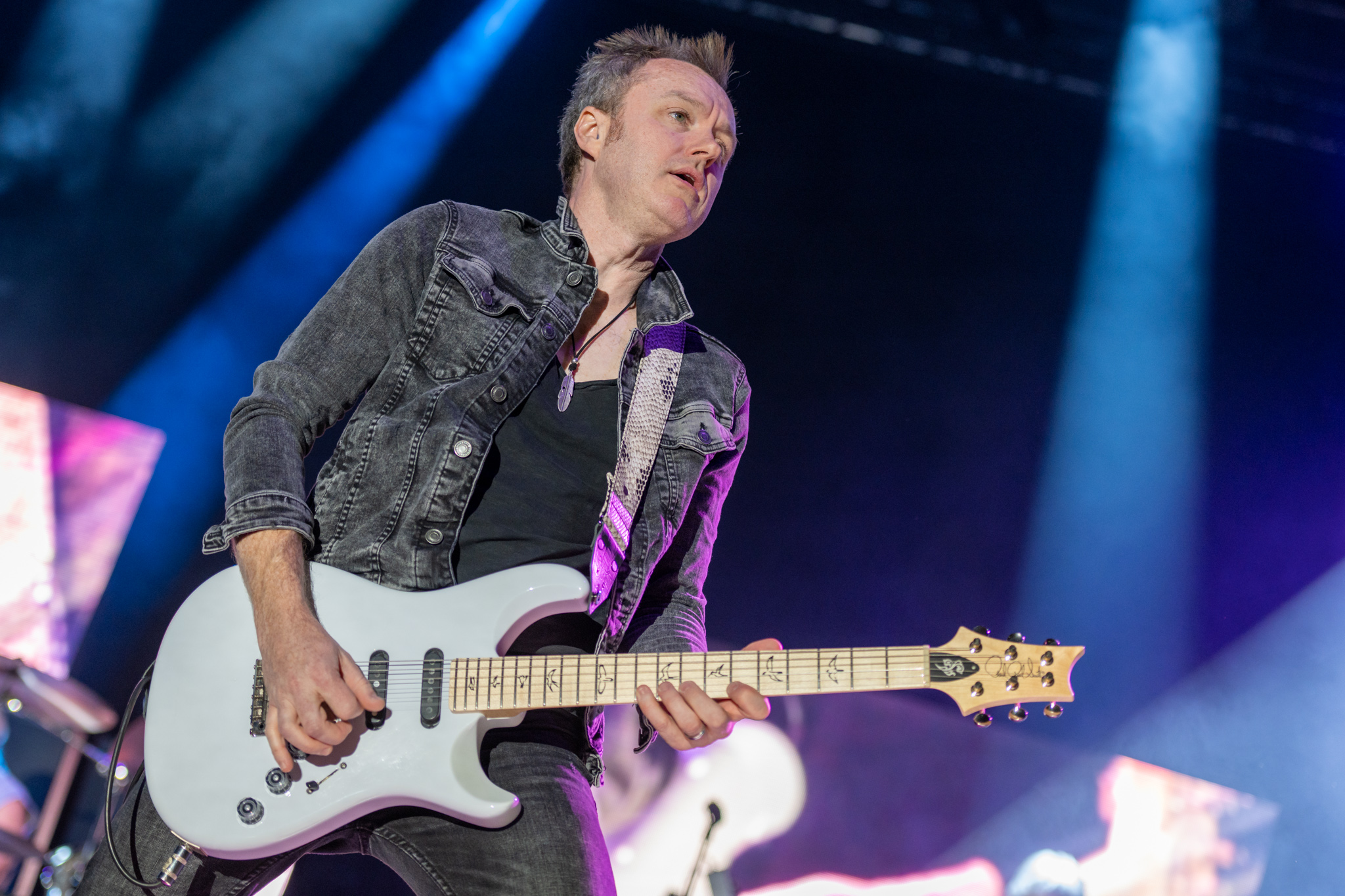
サイモン・マクブライド(G) 2022年

## 歴史

### ラウンドアバウトの結成
ディープ・パープルの前身となったのは、サーチャーズ (The Searchers）のドラマー兼ボーカリストだったクリス・カーティス (Chris Curtis) が結成を企図したラウンドアバウト（Roundabout）である。
1967年、カーティスは同じアパートに住んでいたキーボーディストのジョン・ロードに声をかけた。彼はまた、トニー・エドワーズ (Tony Edwards) にマネージャーの就任を打診した。エドワーズはファッション関係の仕事に携わるのと同時にエイシア（Ayshea）という女性シンガーのマネージメントも手がけており、その関係でカーティスと知己があった。エドワーズはカーティスの打診を受け入れてマネージャーに就任し、広告関係の仕事に携わっていたジョン・コレッタ (John Coletta) をマネージメントに誘い入れたので、ラウンドアバウトのビジネス面での態勢は早くから整いつつあった。エドワーズとコレッタは6,000ポンドを投資してハモンド・オルガンC3など必要な楽器や機材をメンバーに買い与え、以後もビジネス面で様々な貢献を遂げた。ラウンドアバウトの結成に始まるディープ・パープルの歴史において、2人が果たした役割は非常に大きかったと、今日に至るまで評価されている。
一方、メンバーの人選は難航した。ロードに続いて、1967年12月初め、当時ハンブルクで主にセッション活動をしていたギタリストのリッチー・ブラックモアに加入を要請したものの、他のメンバーはなかなか決まらなかった。エドワーズとコレッタは熱心にメンバー探しに奔走したが、ボビー・‘ウッドマン’・クラークがドラマーに選ばれた以外は進展せず、結局カーティス、ロード、ブラックモア、クラークの4人で活動を開始することになった。この陣容の人間関係は非常に不安定だったといわれており、更に発起人のカーティスが失踪したことが重なり、ラウンドアバウトは一旦消滅した。しかし数ヵ月後、マネージャーの2人とロード、ブラックモアが再び集結し、ザ・フラワー・ポット・メンのバック・バンドにロードと共に在籍していたニック・シンパーをベーシストに採用した。さらにボーカリストのオーディションを行い、メイズ (The Maze) というバンドにいたロッド・エヴァンスを採用した。オーディションに来たエヴァンスには、同じくメイズのメンバーだったイアン・ペイスが同行していた。ブラックモアはハンブルクでペイスのプレイに接して彼の力量を十分に把握していたため、メンバーはクラークに代えて彼を迎え入れた。こうしてラウンドアバウトは1968年2月頃までにロード、ブラックモア、シンパー、エヴァンス、ペイスの5人が揃い、4月20日にデンマークの学校のホールで初のコンサートを行った。

### 第1期 1968年 - 1969年

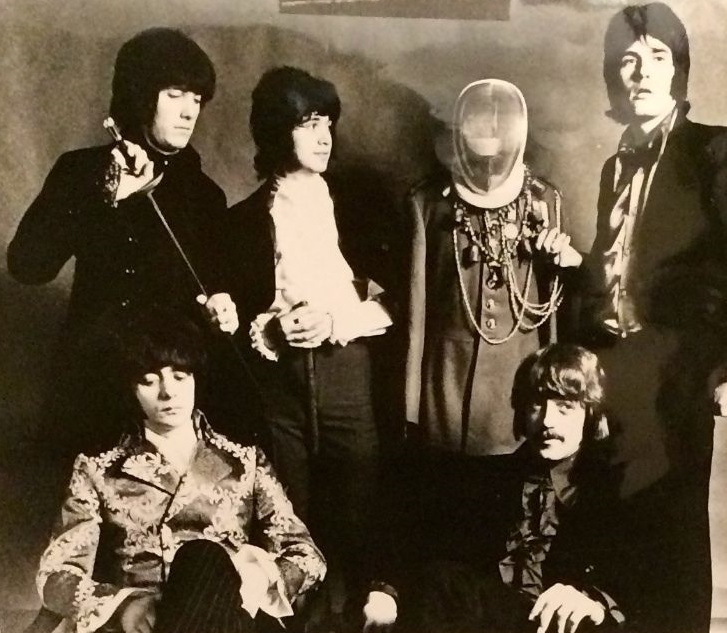
オリジナル・ラインナップ (1968年)

- ジョン・ロード (Jon Lord) - キーボード
- リッチー・ブラックモア (Ritchie Blackmore) - ギター
- イアン・ペイス (Ian Paice) - ドラム
- ニック・シンパー (Nick Simper) - ベース
- ロッド・エヴァンス (Rod Evans) - ボーカル

ジョン・ロード(Key)
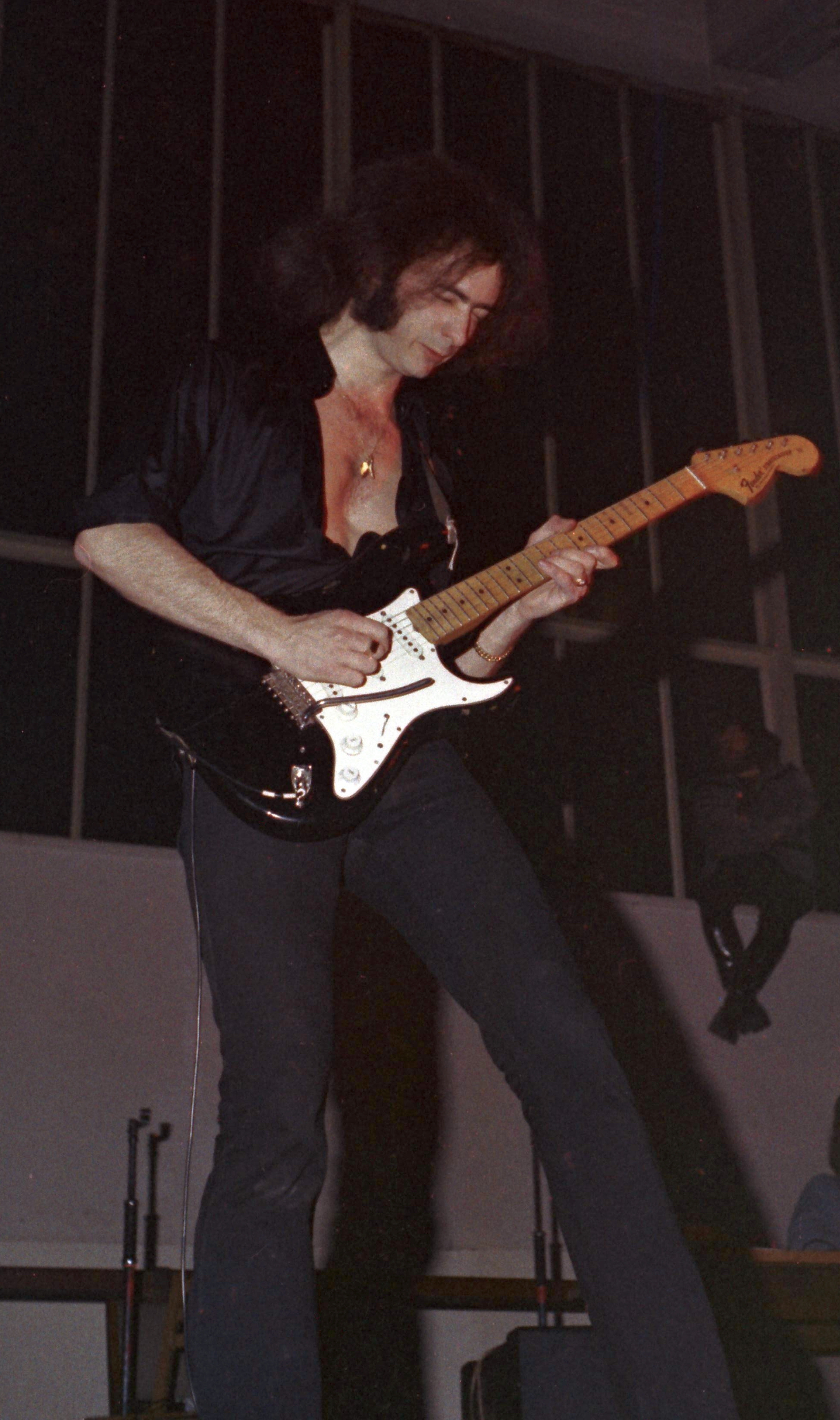
リッチー・ブラックモア(G)
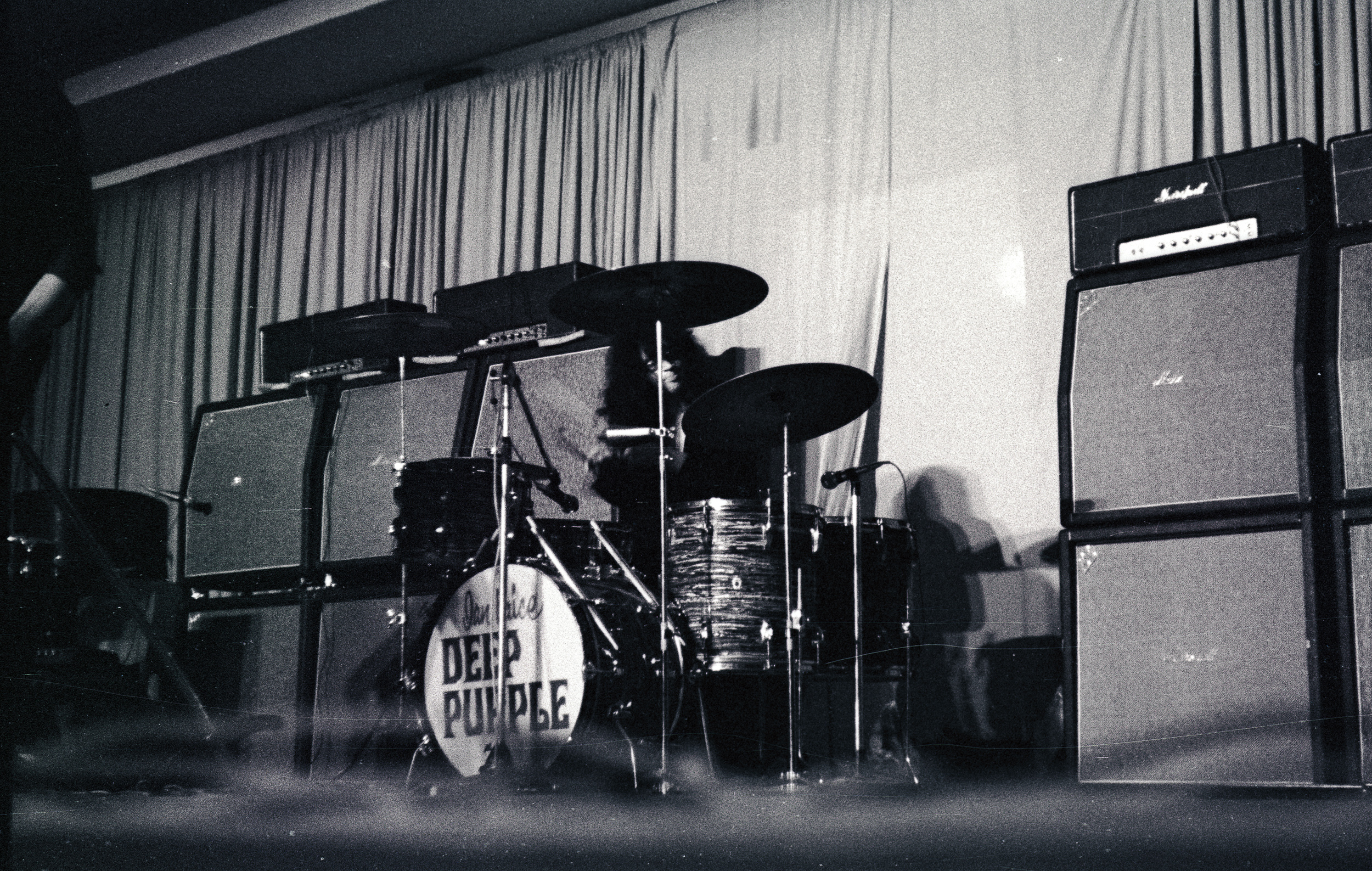
イアン・ペイス(Ds)
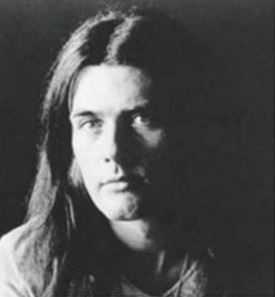
ロッド・エヴァンス(Vo)

バンドのマネージメントを担当するヘック・エンタープライズ (HEC Enterprises)が設立された。同時にブラックモアの祖母が好んで聴いていた「夢のディープ・パープル」（Deep Purple）の曲名を拝借して、バンド名をディープ・パープルと改めた。後述のデビュー・シングル「ハッシュ」の歌詞の内容や当時のロック界の状況から、ドラッグとの関連で名づけられたという説もあるが、ディープ・パープル側は否定している。レコード会社との契約交渉は難航したが、1968年5月6日にアメリカのテトラグラマトン・レコード (Tetragrammaton Records) という小さなレコード会社と契約した。
ディープ・パープルは5月11日から13日まで、ブラックモアとは旧知の間柄だったデレク・ローレンスをプロデューサーに迎えてデビュー・アルバムを制作。6月には、ジョー・サウス (Joe South) の曲をカバーした「ハッシュ (Hush)」をデビュー・シングルとして発表した。このシングルは9月の『ビルボード』誌でシングル・チャート第4位を記録するヒットとなり、彼等は新人バンドとしては異例と言われるほどの順調なスタートを切った。デビュー・アルバム『ハッシュ』（Shades of Deep Purple）は、7月にアメリカでテトラグラマトン・レコードから、9月にイギリスでパーロフォンから発表。アメリカでは10月24日に最高位24位を記録した。日本ではテトラグラマトン・レコードの原盤が、1969年4月に日本グラモフォンから『紫の世界』の邦題で発売された。
ディープ・パープルの初舞台は、1968年8月にイングランドのサリーで開催された第8回ナショナル・ジャズ・アンド・ブルース・フェスティバルと記録されている。10月、セカンド・アルバムの『詩人タリエシンの世界』（The Book of Taliesyn）がアメリカで発売された。「ハッシュ」のヒットによって必然的にアメリカでの活動が重視され、同月から年末まで初のアメリカ・ツアーが行われた。彼等はツアー初日の10月18日にロサンゼルスのザ・フォーラムで、フェアウェル・ツアーを行っていたクリームの前座を務めたのを皮切りに、数々の活動を行い、12月20日から31日まではニューヨークのフィルモア・イーストやエレクトリック・サーカスのステージに立った。この間、『詩人タリエシンの世界』から「ケンタッキー・ウーマン」がシングル・カットされて38位まで上昇し、同アルバムも40位まで上昇した。同アルバムは、イギリスではアメリカ・ツアーが終わった後の1969年7月にハーヴェスト・レコードから発表された。日本ではテトラグラマトン・レコードの原盤が、1969年6月に日本グラモフォンから『ディープ・パープルの華麗なる世界』の邦題で発売された。
1969年前半、彼等はイギリス国内で活動を行いながら、2月から3月にかけてサード・アルバムを制作した。この頃からバンド内でメンバー間の意見の対立が表面化したと言われている。コメントする者の意思や立場によって、状況の説明が著しく食い違うため、第三者による明確な把握は困難とされているが、その中にあって、同年3月頃に、シンパーとエヴァンスがバンドから「離れる」に至った点、及びシンパーがそれを不服として訴訟を起こしたという点は万人が認める事実となった。また、これと並行してもうひとつの問題が浮上した。サード・アルバム『ディープ・パープル III』（Deep Purple）はアメリカでは1969年6月にテトラグラマトン・レコードから発表されたが、その直後にテトラグラマトン・レコードが倒産し、ディープ・パープルはアメリカでのレコードの発売元を失った。この件もまた訴訟沙汰となっているが、同年暮れにワーナー・ブラザース・レコードと契約を結ぶことが出来た。結果として、この事件が幸いとなり、遥かに大きな規模のレコード会社への移籍が出来たことになる。『ディープ・パープル III』はイギリスでは同年11月にハーヴェスト・レコードから発表され、日本では10月にテトラグラマトン・レコードの原盤が日本グラモフォンから『素晴らしきアートロックの世界』の邦題で発売された。
シンパーとエヴァンスは、6月にイギリス各地で行われたコンサートを終え、7月4日のカーディフ公演を最後にディープ・パープルを去った。
第1期ディープ・パープルの音楽はヴァニラ・ファッジ、クリーム、ジミ・ヘンドリックスなどのサイケデリック・ロックの影響が伺われたもので、第2期以後のハード・ロックとは大きく異なっていた。曲によってはクラシカルなアレンジが施され、コンサートではクラシックをベースとした20分以上もの即興演奏が展開され、後のプログレッシブ・ロックにつながるクラシカルなロックが演奏された。彼等が残した3作のアルバムは、その独自の世界観を構築していた。この当時のディープ・パープルは、「ハッシュ」というヒット曲を持つコンパクトなロックを演奏するグループという印象で、一般のロック・ファンには人気があったが、ハード・ロックのファンからはもの足りないという評価も受けた。

### 第2期 1969年 - 1973年
- ジョン・ロード
- リッチー・ブラックモア
- イアン・ペイス

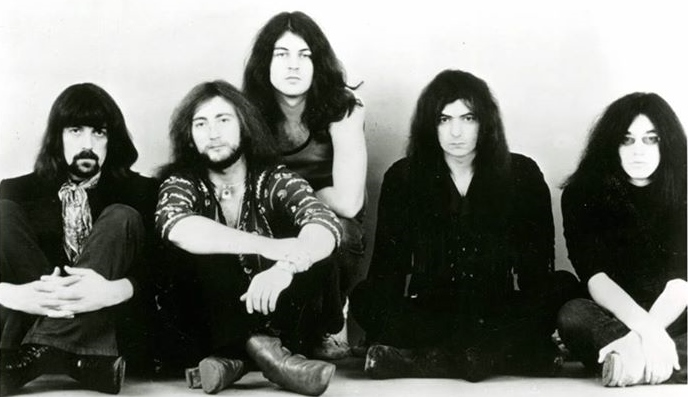
第2期ラインナップ (1971年)

- ロジャー・グローヴァー (Roger Glover) - ベース
- イアン・ギラン (Ian Gillan) - ボーカル

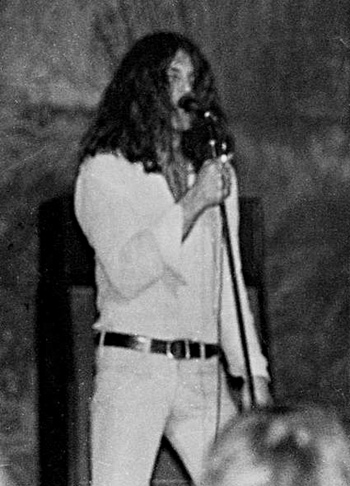
イアン・ギラン(Vo)
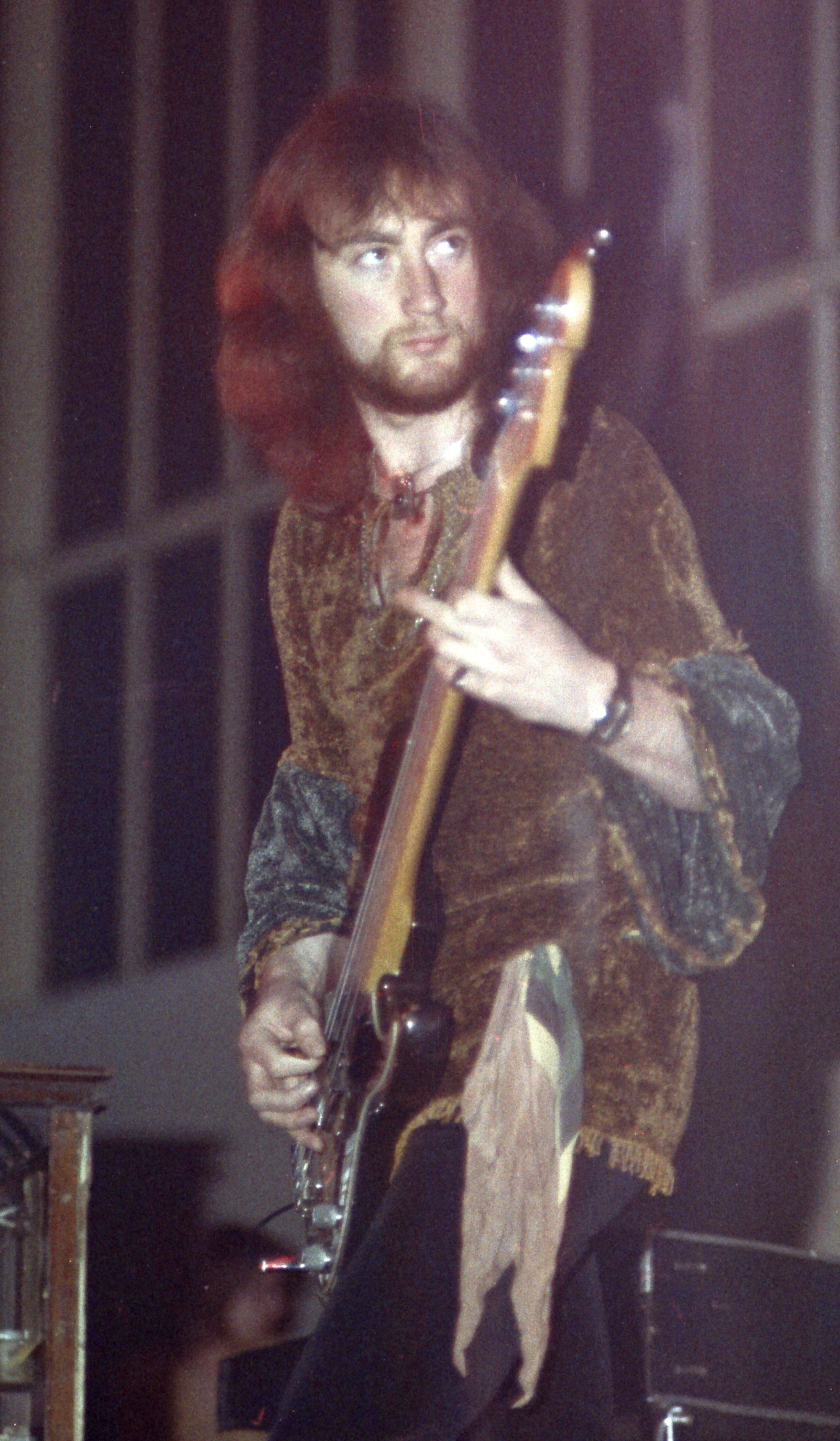
ロジャー・グローヴァー(B)

1969年7月、ブラックモアのジ・アウトローズ (The Outlaws) 時代からの旧友であるミック・アンダーウッド (Mick Underwood) の紹介によってエピソード・シックス (Episode Six) のボーカリストであるイアン・ギランが新たにメンバーに加わった。また、オーディションに同行していたエピソード・シックスのベーシストのロジャー・グローヴァーも同時加入が決まった。第2期ディープ・パープルは7月10日にロンドンのスピークイージー・クラブで初のステージに立ち、7月25日に第一弾シングル「ハレルヤ」（Hallelujah）を発表した。

この時期、英米のロック・シーンはレッド・ツェッペリンの、当時は斬新だったハードロック・サウンドに注目が集まっていた。これに注目したブラックモアは、よりハードなサウンドをバンドに導入することを提案したが、ロードは「せっかく軌道に乗り始めたクラシックとの協調路線を台無しにする必要はどこにもない」と猛反対し、第1期の流れをくんだ幻想的なサウンドをバンドに要求したと伝えられている。最初に進むべき方向を提示したのはロードであり、1969年9月24日、ディープ・パープルはロイヤル・アルバート・ホールで作曲家のマルコム・アーノルドが指揮するロイヤル・フィルハーモニー管弦楽団と共演して、彼が作曲した「グループとオーケストラのための協奏曲」を披露した。
当日録音された音源はライブ・アルバム『ロイヤル・フィルハーモニック・オーケストラ』として、アメリカで同年12月にテトラグラマトン・レコード、イギリスで1970年1月にハーヴェスト・レコードから発表され、翌年の『メロディ・メイカー』誌のアルバム人気投票で9位に選ばれた。ブラックモアは後年、この共演に関して「物珍しいだけのコケおどしで、二度とやりたくない」と語っている。
話し合いでは根本的な解決が困難だと結論したブラックモアは、『ロイヤル・フィルハーモニック・オーケストラ』が完成した後、一度だけハードロックを志向するアルバムを作ってファンの反応をみたいと提案した。ロードはそれを承服し、次回作の主導権をブラックモアに託した。こうして10月に新作アルバムのレコーディングが開始され、本国イギリスで6月20日に『ディープ・パープル・イン・ロック』というタイトルで発売された。このアルバムはイギリスチャート4位に入り、さらにアルバムのプロモーション用に同日発表されたアルバム未収録のシングル曲「ブラック・ナイト」は2位を獲得した。アメリカでは『ディープ・パープル・イン・ロック』と「ブラック・ナイト」はテトラグラマトン・レコードの倒産に伴って同年に彼等が移籍したワーナー・ブラザーズ・レコードより、それぞれアルバムとシングルの第一弾として発売されたが不発に終わった。日本では「ブラック・ナイト」がラジオでヒットし、さらにシングルとして1971年に発売されてスマッシュ・ヒットしている。
この結果、ディープ・パープルはハード・ロック路線を進むことが決定し、楽曲制作はブラックモアが中心となって行うことが自然に決まった。ロードは作曲面の主導権をブラックモアに譲って、『ジェミニ組曲』（Gemini Suite）や『バッハ未完成フーガ』（Windows）などのソロ作品に創作意欲を振り向けていった。
また1970年には、ギランがイエス・キリストの最後の7日間を描いたミュージカル『ジーザス・クライスト・スーパースター』のオリジナル・キャストのアルバム『ジーザス・クライスト・スーパースター』の録音に参加し、主人公イエス・キリストの役を務めた。この2枚組LPは1971年のビルボード年間アルバム部門で1位となる大ヒットとなった。
1971年9月、ハード・ロック・アルバムの第2弾『ファイアボール』 が発売され、全英で1位を獲得した。しかしブラックモアは、スケジュールの厳しさによって録音期間もなければメンバーの健康状態も悪かったと不満の意を表している。彼等は同アルバムの発表に合わせて9月下旬から約2週間の国内ツアーを行った後、10月21日に2度目のアメリカ・ツアーを開始した。しかし早々にギランが肝炎に罹患したので、10月24日のシカゴ公演は4人で行われ、残りの公演は全てキャンセルされた。
彼等は新作を納得のいく環境で制作することを要求し、同年12月、スイスのモントルーにあるジェネバ湖（レマン湖）のほとりにあるホテルでゆっくりと英気を養いながら、対岸にある6角形をしたカジノでローリング・ストーンズのモービル・ユニットを使って録音することにした。ところが彼等がカジノを使用する直前の12月4日、フランク・ザッパが率いるザ・マザーズ・オブ・インヴェンションのコンサートで興奮した観客がラタンで覆われた天井に照明弾を撃ち込んだので、火災が発生してカジノは全焼。彼等は別の録音場所を見つけなければならなくなった。
この火災で伝説が一つ生まれた。湖の上に煙が立ち込める様子をホテルの窓から見ていたギランが、隣にいたグローヴァーに向かって不意に"Smoke on the water"と言った。グローヴァーはドラッグを連想するからディープ・パープル向きではないと思ったが、彼等の中で次第にこの語句が膨らみ始め、ブラックモアが書いた印象的なリフと融合して「スモーク・オン・ザ・ウォーター」が誕生した。彼等はカジノに代わってパヴィリオンという劇場で同曲のベーシック・トラックを録音。続いて閉鎖されていたホテルの廊下で12月6日から21日まで全収録曲を録音して、アルバム『マシン・ヘッド』を完成させた。本アルバムは翌1972年2月にアメリカで、3月にイギリスはじめヨーロッパ各国や日本でも順次発売されてヒットした。
だが、人気が上昇するにつれてレコーディングとツアーは一段と過酷なものになり、メンバーの健康状態も次第に下降線をたどった。1972年の年明け早々にアメリカとイギリスでツアーが行われ、3月の『マシン・ヘッド』の発表に伴なって、再びアメリカ・ツアーが始まった。しかし開始早々に今度はブラックモアが肝炎に罹患して、ツアーは一旦キャンセルされて5月に予定されていた初の日本公演は延期された。その後ようやく全員が健康を回復してアメリカ・ツアーが再開されたものの、各自の不安と不満は募る一方だった。5月にはメンバーが脱退するという噂も流れた。
彼等は7月にアメリカでのツアーが終わると、ローマの古城で新作アルバムの制作を開始した。しかしツアーの日程やメンバーの健康不良などが原因で事前の意見調整が十分に行われなかったのに加えて、モービル・ユニットが古城の狭い門を通過できずメンバーの演奏場所に近づけないという不都合が生じた。その結果、録音は捗らず「ウーマン・フロム・トーキョー」を含む数曲が完成したにとどまった。製作は約一か月後に中断されてツアーが再開し、彼等は初来日を果たして8月15日と16日に大阪フェスティバルホール、17日には日本武道館でコンサートを開催した。日本公演を録音した『ライヴ・イン・ジャパン』は同年12月に日本限定で発売されたが、出来映えがメンバーにも評価されて年末に海外でも"Made in Japan"というタイトルで発売され、プラチナディスクを獲得した。このアルバムからシングルカットされた「スモーク・オン・ザ・ウォーター」がアメリカで最高位4位と大ヒットし、アメリカでの人気にようやく「火がついた」。
日本公演に続いたアメリカとヨーロッパでのツアーの後、10月にフランクフルトで新作アルバムの制作が再開されたが、ブラックモアとギランの不仲をはじめとしてメンバーの人間関係がさらに悪化したことも相まって作業は難航を極めた。悪化の根底には疲労の蓄積とスケジュールに対する不満があったといわれている。ようやく完成した新作はペイスによるミキシング作業の後、"Made in Japan"が発表されたのとほぼ同時期の1973年1月に『紫の肖像』として発表された。評価は芳しくなく、シングル「ウーマン・フロム・トーキョー」も「ハイウェイ・スター」ほどにはヒットしなかった。
メンバー間の不仲と連続するツアーによる肉体的疲労は、もはや修復が不能な段階まで来ていた。グローヴァーはスケジュールの不満から脱退を口にする様になり、ブラックモアはギランのボーカルを公然と批判した。ギランは12月9日付でマネージメントに手紙を送って、1973年6月30日にディープ・パープルを脱退する決意を表明した。ブラックモアも脱退を考えてペイスを誘ったが、今までの成功を失いたくないペイスとロードに「イアン（ギラン）はまもなく辞めるし、ロジャーは我々が辞めさせるから」脱退する必要はないと諭されて、残留を決意した。
1973年、『紫の肖像』の発表に伴なったツアーが1月から3月までヨーロッパ、4月から6月までアメリカ、そして6月末に日本で行われた。グローヴァーはツアーが終わると自分は辞めさせられることを6月半ばに知って、自発的に脱退する道を選んだ。6月29日、2度目の日本公演の最終日に大阪厚生年金会館で公演が行われた(折りしも、この日はペイスが25回目のバースデーを迎えた日であった)。翌30日、ギランとグローヴァーは脱退。第2期は終わった。

### 第3期 1973年 - 1975年
- ジョン・ロード
- リッチー・ブラックモア
- イアン・ペイス

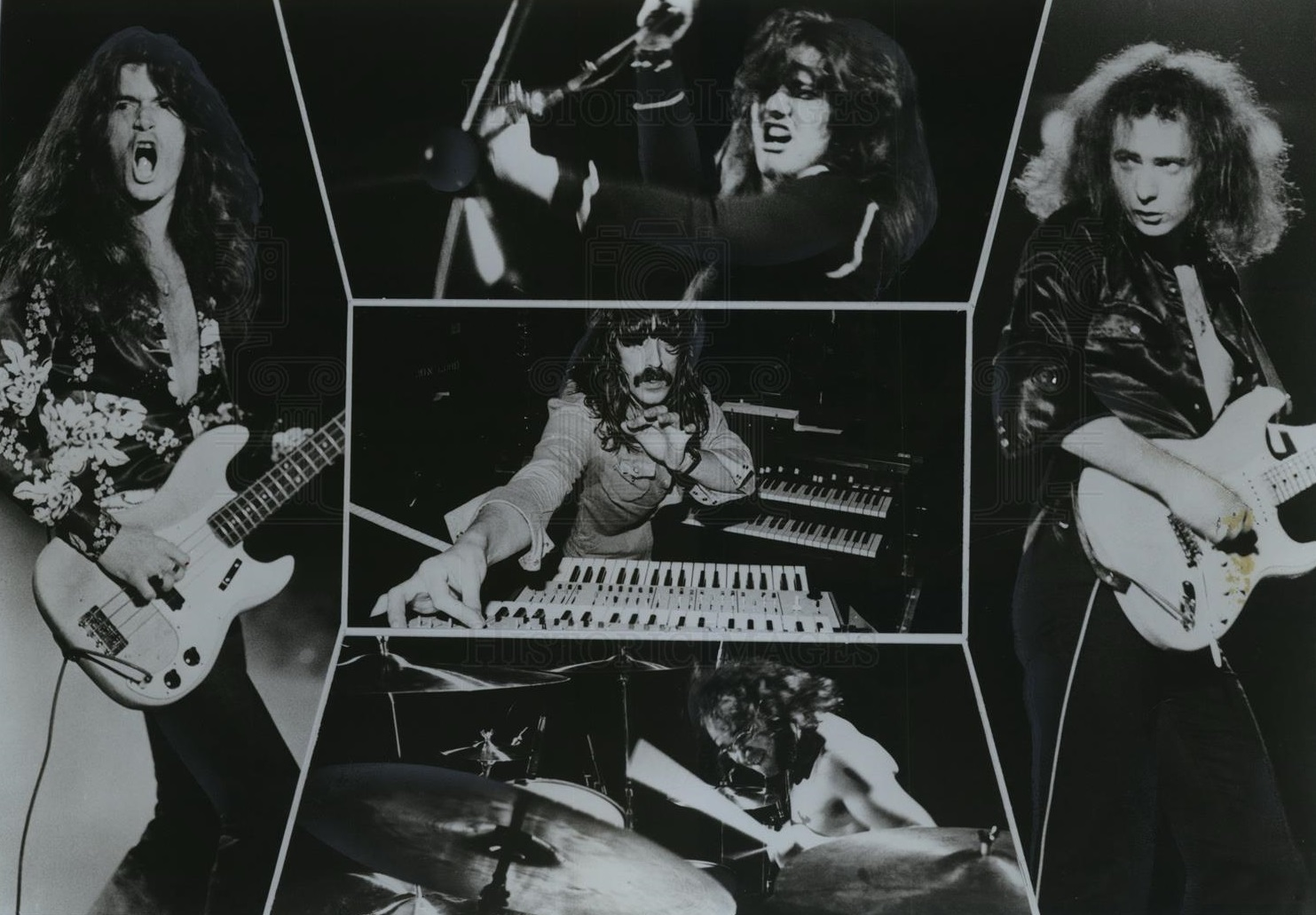
第3期ラインナップ (1975年)

- グレン・ヒューズ (Glenn Hughes) - ベース、コーラス、ボーカル
- デイヴィッド・カヴァデール (David Coverdale) - ボーカル

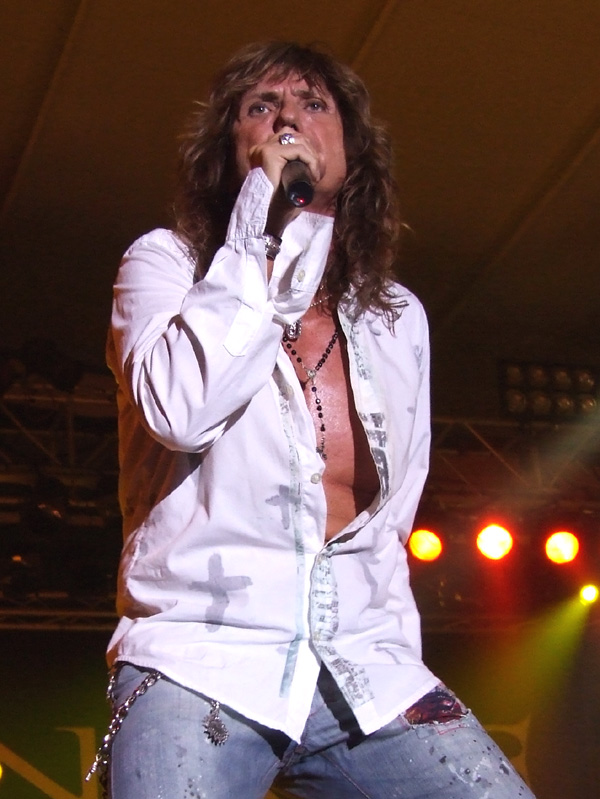
デイヴィッド・カヴァデール(Vo)
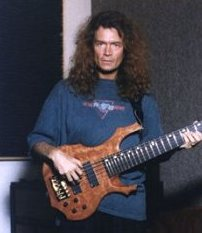
グレン・ヒューズ(B/Vo)

新メンバー探しは1973年の3月頃より始まっていたと伝えられている。まずペイスとロードが熱心に誘ったのが、トラピーズのベーシスト兼ボーカリストだったグレン・ヒューズだった。当初ヒューズはトラピーズを脱退できないという気持ちに加え、ボーカリストとして自信を持っていたため、勧誘の際にもボーカリストとして認めて欲しいと条件を出した。ただし、この時点でブラックモアはヒューズと発声も歌唱方法も異なる元フリーのポール・ロジャースを理想のボーカリストとして考えており、実際にロジャースに加入を要請した。この食い違いによってヒューズとの交渉は難航。さらにロジャースが最終的に要請を断ってバッド・カンパニーを結成して活動を開始したため、ディープ・パープルは一歩間違えれば解散という状態に追い込まれていた。結局、ボーカリストは一般から募集することになり、4000人以上ともいわれる応募者の中から、当時はまったく無名だったデイヴィッド・カヴァデールが選ばれ、第3期がスタートする。
1974年2月、第3期ディープ・パープル初のアルバム『紫の炎』が発売された。後にブラックモアが「納得して制作できた」とコメントした数少ないアルバムであり、シングル・カットされた「紫の炎」に加え、パープル解散以降もカヴァデールやレインボーのロニー・ジェイムス・ディオらによって唄い継がれていく「ミストゥリーテッド」などが収録され、成功を収めた。また、第2期のハードロック路線に加えて、ヒューズの主張が濃いとされるファンキー・サウンドの「ユー・フール・ノー・ワン」やシンセサイザーを大幅に導入した「A200('A' 200)」など、「新メンバーの力量や新要素が巧みに発揮された傑作」とされている。このアルバムの発売直後の4月、ロスアンゼルスのオンタリオ・モーター・スピードウェイで行われた「カリフォルニア・ジャム」に出演。日没直前に、ヘッドライナーのエマーソン・レイク・アンド・パーマーの一つ前の出演バンドとして登場し、約20万人と伝えられる聴衆の前で演奏を行った。この時の演奏は特に評価が高かった。
この好調さも同年7月に新作アルバムの制作が開始された頃には失われていた。ハードロックを志向するブラックモアは、カヴァデールやヒューズがソウル・ミュージックやファンキー・ミュージックの要素をより多く持ち込もうとしたことに不満を抱いた。彼はイギリスのバンド、クォーターマスが取り上げた楽曲「ブラック・シープ・オブ・ザ・ファミリー」を録音することを提案したが、他のメンバーはオリジナル作品に執着して彼の提案に反対した。彼は次第にディープ・パープルでの活動に対して意欲を失っていった。
新作『嵐の使者』は9月に完成して12月に発表された。一方、ブラックモアは数年前からディープ・パープルの前座を務めていた「エルフ」のボーカリストであるロニー・ジェイムス・ディオを起用して、「ブラック・シープ・オブ・ザ・ファミリー」をソロ・シングルとして発表することにした。ディープ・パープルは『嵐の使者』が発表される前の11月中旬から約一か月間、エルフを前座に『紫の炎』の二巡目のアメリカ・ツアーを行った。ブラックモアはツアーに参加しながらディオと「16世紀のグリーンスリーブス」を共作し、終了直前の12月上旬にフロリダのスタジオでディオ、エルフのキーボーディスト、ベーシスト、ドラマーと「ブラック・シープ・オブ・ザ・ファミリー／16世紀のグリーンスリーブス」を完成させた。これが期待以上の出来だったため、彼はソロ・シングルを発表する代わりに、ディープ・パープルを脱退してディオ達と新しいバンドを結成することを決意した。彼の決意を最初に打ち明けられた当時のマネージャーであるロブ・クックジーも、その後に知ったロード達も当然ながら慰留に努めたが無駄だった。彼は1975年2月から3月まで、ミュンヘンのミュージックランド・スタジオでディオ達と「リッチー・ブラックモアズ・レインボー」のデビュー・アルバムを制作。終了後、ディープ・パープルのヨーロッパ・ツアーに参加して、4月7日のパリ公演を最後に脱退した。ディープ・パープルの方針が決定しなかったため、彼の脱退は6月まで公表されなかったが、一部の音楽マスコミは4月8日にスクープとして報じた。

### 第4期 1975年 - 1976年
- ジョン・ロード

第4期ラインナップ (1976年)

- トミー・ボーリン (Tommy Bolin) - ギター、コーラス、ボーカル
- イアン・ペイス
- グレン・ヒューズ
- デイヴィッド・カヴァデール

トミー・ボーリン(G/Vo)

ブラックモアの後任探しは、過日のギランやグローヴァーの場合以上に難航し、元ハンブル・パイのデイブ「クレム」クレムソン (Clem Clempson) がオーディションを受けたり、セッションこそ実現しなかったもののジェフ・ベックが候補に挙がるなど混乱を極めていた。結局、カヴァデールの発案で元ジェイムス・ギャングのギタリストだったトミー・ボーリンが加入し、第4期のメンバーが決定した。ボーリンは初めてのアメリカ人メンバーであった。
1975年10月、アルバム『カム・テイスト・ザ・バンド』が発表されるが、その音楽性の変転はファンに戸惑いを感じさせるのに十分だといわれ、多くの批判の声が挙がった。それでも11月のハワイでのコンサートを皮切りに、東南アジアまでを含めた大規模なツアーが敢行され、どこも盛況であったと伝えられている。ジャカルタでは2日で約10万人の観客が集まり暴動にまで発展、スタッフの1人が殺害されるという痛ましい事件も発生したが、続いて12月に3度目の日本公演が実現した。客席は超満員だったが、ボーリンが東南アジアで品質の悪いヘロインを注射したために左手がほとんど動かず、ボトルネックギターの演奏に終始するという不本意な結果に終わった。続くアメリカン・ツアーは問題無く終了したがイギリス・ツアーはマスコミやファンに激しく批判され、彼等は解散状態に陥った（詳細はカム・テイスト・ザ・バンド#ツアーから解散までを参照）。
まずカヴァデールが「こんな状態では何もできない」と言って1976年5月に辞意をロードに伝え（ただし、この時点では正式には発表されていない）、さらに7月8日にボーリンが脱退。ヒューズもトラピーズの再編を含めた別行動の意思を表していた。7月18日に、ロードとパープル・オフィス間の話し合いで解散を決定。翌19日、どこで嗅ぎ付けたのか、イギリスの新聞デイリー・ミラーが「ディープ・パープル解散」をスクープ。7月24日、事務所より解散が正式に発表された。
こうしてディープ・パープルは音楽界から姿を消した。

### 再結成以降（1984年 - ）

#### 第5期（第2期再結成） 1984年4月 - 1989年5月
- ジョン・ロード
- リッチー・ブラックモア
- イアン・ペイス
- ロジャー・グローヴァー
- イアン・ギラン

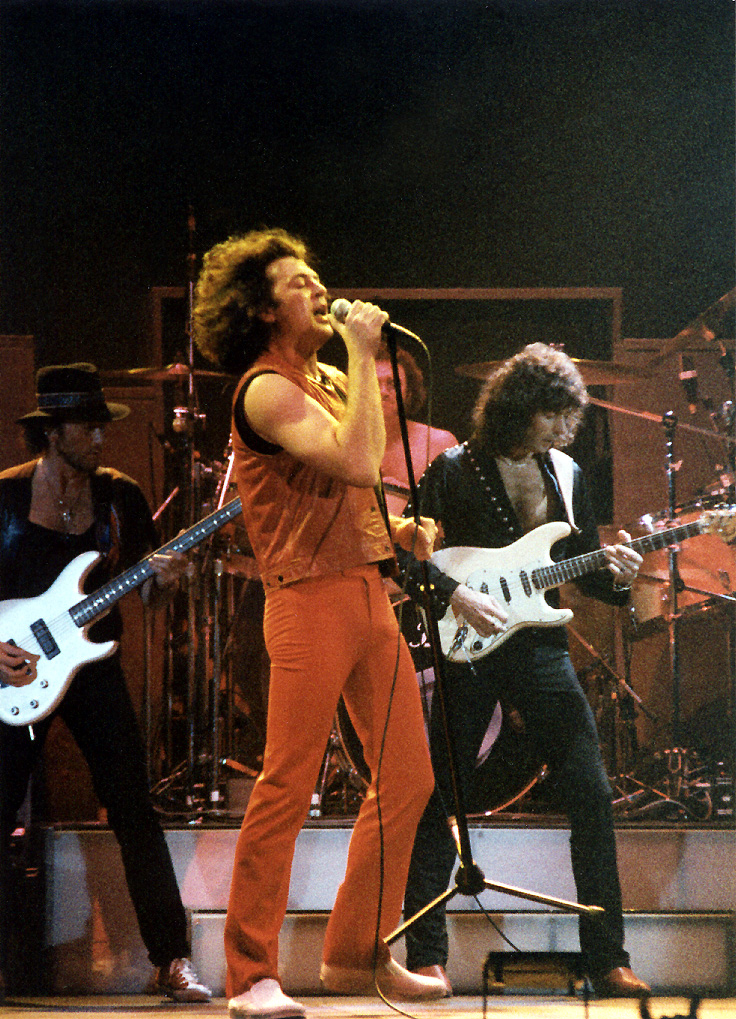
第5期ラインナップでのライブ (1985年1月)

約8年間の空白期間を経た1984年、ディープ・パープルは黄金期といわれる第2期のメンバーで再結成した。ブラックモアとグローヴァーはレインボー、ロードはホワイトスネイク、ギランはブラック・サバス、ペイスはゲイリー・ムーア・バンドを去って、第2期が終わった1973年6月の2度目の日本公演以来、約11年ぶりに一堂に会した。
この時期、アメリカを中心に世界的なヘヴィメタル・ブームが起こっており、その中でのディープ・パープルの再結成は、元祖の復活とばかりに歓迎された。一方、この再結成によってレインボーは解散を余儀なくされ、全世界規模の活動が軌道に乗り始めたばかりのホワイトスネイクも痛手を負った。ホワイトスネイクを率いていたカヴァデールは、この再結成をかなり辛辣に批判して「金が目当ての再結成」と吐き捨てた。ブラックモアは当時、カヴァデールの発言をジョークを交えて否定していたが、90年代後半以降は肯定している。
1984年11月、再結成第一弾『パーフェクト・ストレンジャーズ』(Perfect Strangers)がリリースされ、第2期ディープ・パープルとレインボーの長所を折衷した傑作と高い評価を受ける。1987年には第二弾『ハウス・オブ・ブルー・ライト』(The House of Blue Light)がリリースされ、活動が数年に渡って順調に続いているかのように見受けられた。しかし水面下ではブラックモアとギランの関係が再び悪化し、ギランは同アルバムの制作前には脱退寸前だった。ブラックモアはアメリカの無名の若手ボーカリストだったジョン・コラビを加入させようとしていたが、ギランは結局残留してアルバムの製作に参加した。しかし彼の脱退未遂が影響して完成が遅れて、発表は延期された。
『ハウス・オブ・ブルー・ライト』の発表に伴ってヨーロッパとアメリカでツアーが行われ、1988年には、そのライブ音源を収録したコンサート『ノーバディーズ・パーフェクト』(Nobody's Perfect) がリリースされた。しかし、ブラックモアとギランの関係は悪化する一方であった。
1989年5月、ギランはディープ・パープルを解雇された。

#### 第6期 1989年12月 - 1992年8月
- ジョン・ロード
- リッチー・ブラックモア
- イアン・ペイス
- ロジャー・グローヴァー

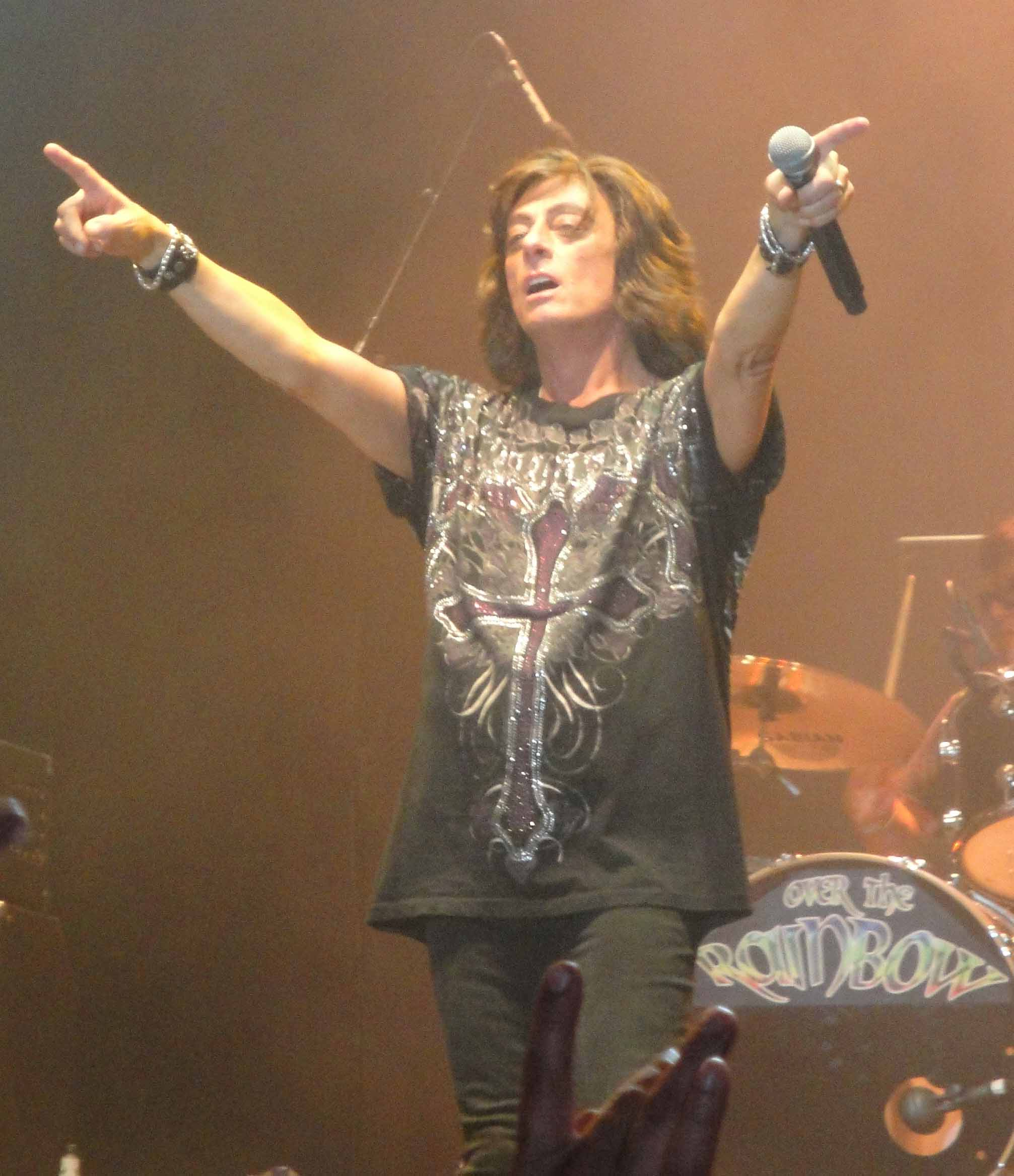
ジョー・リン・ターナー

- ジョー・リン・ターナー (Joe Lynn Turner) - ボーカル

ギランの後任として、元レインボーのジョー・リン・ターナーが加入。彼を迎えたアルバム『スレイヴス・アンド・マスターズ』(Slaves and Masters)は、レインボーの再現になるとの大方の予想を覆して、現代的なハードロック・アルバムとして安心して聴ける佳作に仕上がったと評された内容だった。
しかしターナーは、続く新作アルバムの製作中に脱退した。理由は彼とブラックモア以外のメンバーとの間に確執が起こったからで、ブラックモアも彼の脱退をやむ無く了承したと言われている。

#### 第7期（第2期再々結成） 1992年8月 - 1993年11月
- ジョン・ロード
- リッチー・ブラックモア
- イアン・ペイス
- ロジャー・グローヴァー
- イアン・ギラン

ターナーの後任は紆余曲折の挙句、ギランに決まった。ブラックモアは彼の復帰に強く反対したが、他のメンバーが賛成したうえに、結成25周年を控えてマネージメントが第2期のメンバーが揃うことを強く希望したからとされている。
ターナーが在籍中に制作が開始されたアルバムはギランが復帰した時点でほぼ完成していたが、ギランとグローヴァーが歌詞とボーカルのメロディを書き直して新たに録音した。ブラックモアは極めて不満であったが、アルバムは1993年7月に『紫の聖戦』(The Battle Rages On) として発表された。
同年9月下旬から結成25周年記念ツアーが始まった。コンサートでは定番曲や『紫の聖戦』の収録曲のほか、第2期の異色作「誰かの娘」が披露されるという新機軸もあった。しかしギランの復帰にあくまでも反対していたブラックモアは、ツアー途中の11月17日、ヨーロッパ・ツアーの最終日に当たるヘルシンキ公演の後に突然脱退した。日本公演を2週間後に控えてのことだった。

#### 第7’期 1993年12月 - 1994年7月
- ジョン・ロード
- ジョー・サトリアーニ (Joe Satriani) - ギター
- イアン・ペイス
- ロジャー・グローヴァー
- イアン・ギラン

残されたメンバーは日本公演のプロモーターを務めるウドー音楽事務所の提案で、ブラックモアの代役としてジョー・サトリアーニを急遽迎えた。参加要請から初日にあたる12月2日の名古屋公演までわずかの時間しかなかったが、サトリアーニはもともと実力者である上にディープ・パープルの大ファンで彼等の楽曲をよく知っていた為、来日から2日ほどのリハーサルで準備完了になった。
日本公演を成功裏に終わらせた彼等は、翌年のヨーロッパ・ツアーにもサトリアーニを起用した。彼を正式メンバーとして迎える案もあったが、既にソロ・ミュージシャンのキャリアを積み上げつつあったので、実現しなかった。

#### 第8期 1994年11月 - 2002年2月
- ジョン・ロード

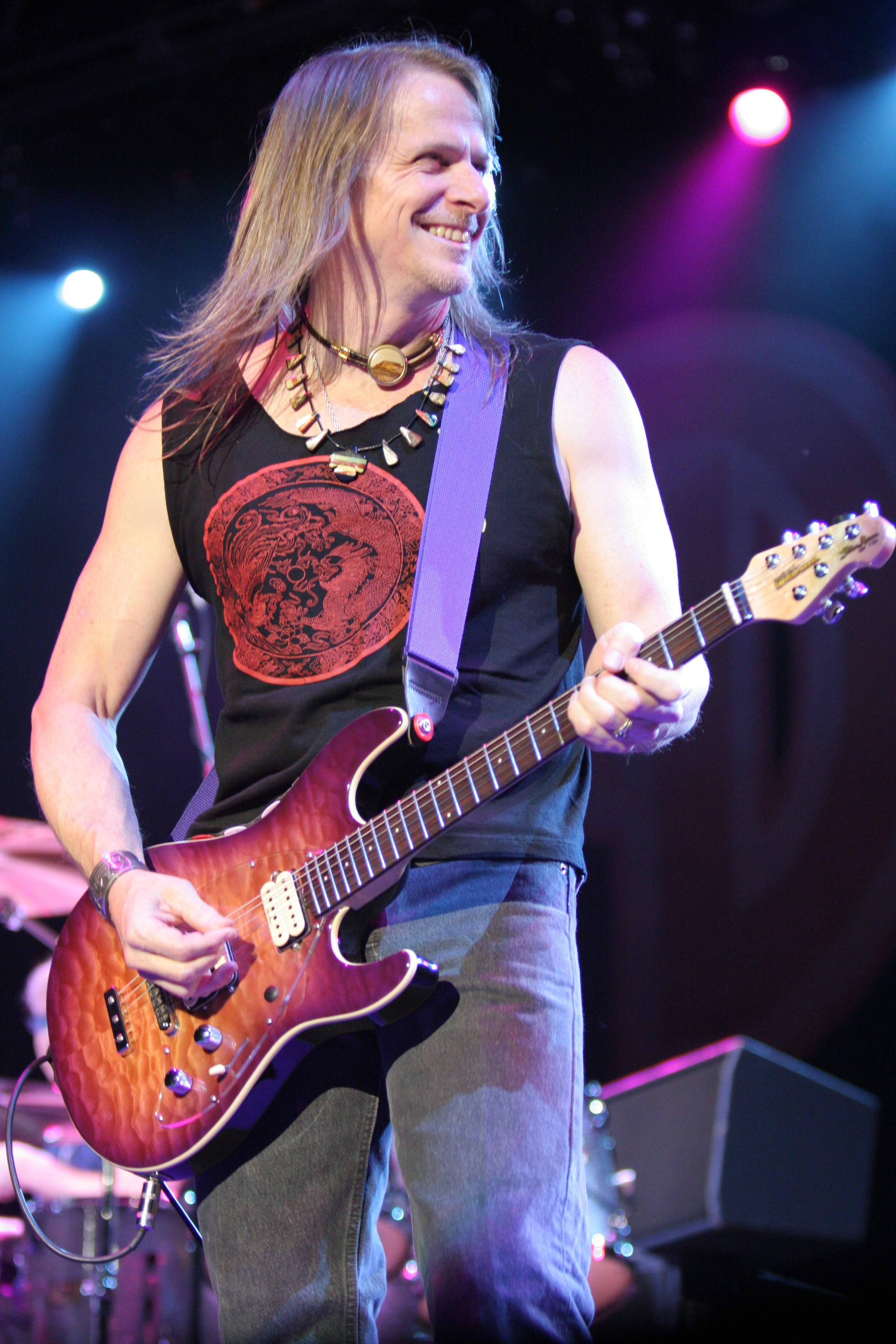
スティーヴ・モーズ

- スティーヴ・モーズ (Steve Morse) - ギター
- イアン・ペイス
- ロジャー・グローヴァー
- イアン・ギラン

ブラックモアの正式な後任として、ソロ活動やディキシー・ドレッグス、カンサスなどで高い評価を得ていたスティーヴ・モーズが、ディープ・パープル以外の活動を認めるという条件で加入。1996年2月には『紫の証』(Purpendicular)、1998年6月には『アバンダン』(Abandon)を発表。
1999年、ロイヤル・フィルハーモニック・オーケストラとの共演30周年を記念したコンサートが、当時と同じくロイヤル・アルバート・ホールで開催され、「グループとオーケストラのための協奏曲」が再演された。ロニー・ジェイムス・ディオも客演して「スモーク・オン・ザ・ウォーター」を歌った。この模様はDVD化されている。
2002年2月、ロードが健康上の理由で脱退。オリジナル・メンバーはペイス唯一人となった。

#### 第9期 2002年3月 - 2022年7月

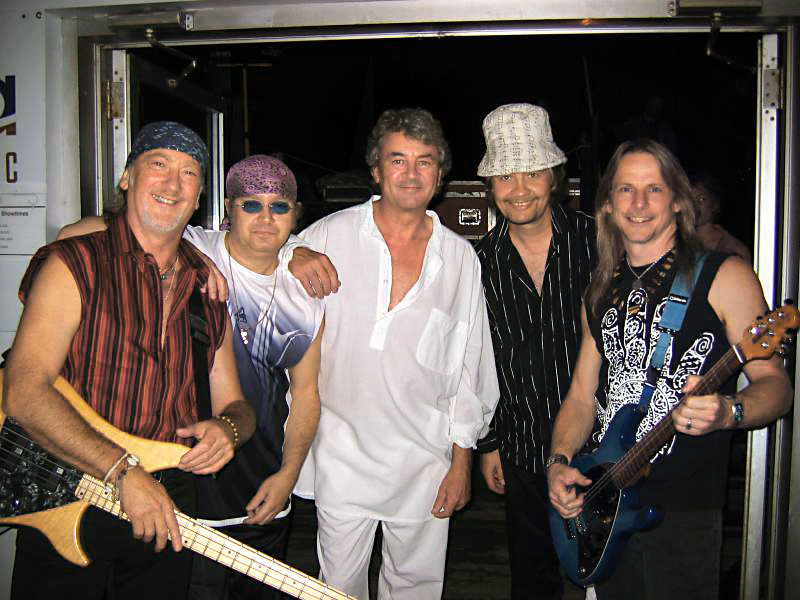
第9期ラインナップ (2004年)

- ドン・エイリー (Don Airey) - キーボード
- スティーヴ・モーズ
- イアン・ペイス
- ロジャー・グローヴァー
- イアン・ギラン

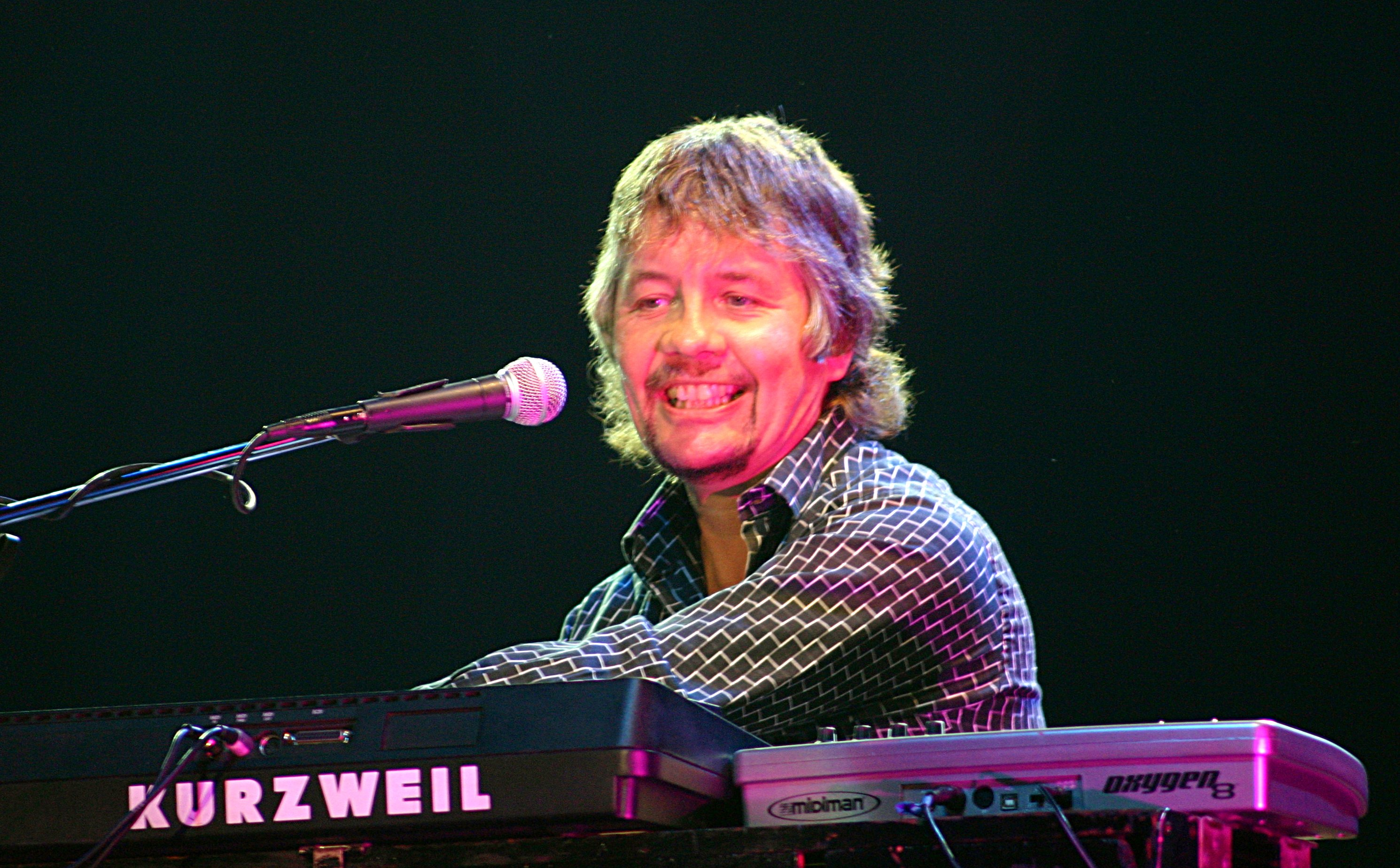
ドン・エイリー(Key)

ロードの後任に、コロシアムII、レインボーやオジー・オズボーン・バンドなどの活動で有名なドン・エイリーが加入した。
2003年にアルバム『バナナズ』(Bananas)、2005年には『ラプチャー・オブ・ザ・ディープ』（Rapture of the Deep）を発表。『ラプチャー・オブ・ザ・ディープ』のツアーは2011年まで続き、2009年の来日公演はイングヴェイ・マルムスティーンとのジョイント・ツアーになり、ロードがゲストで参加した。

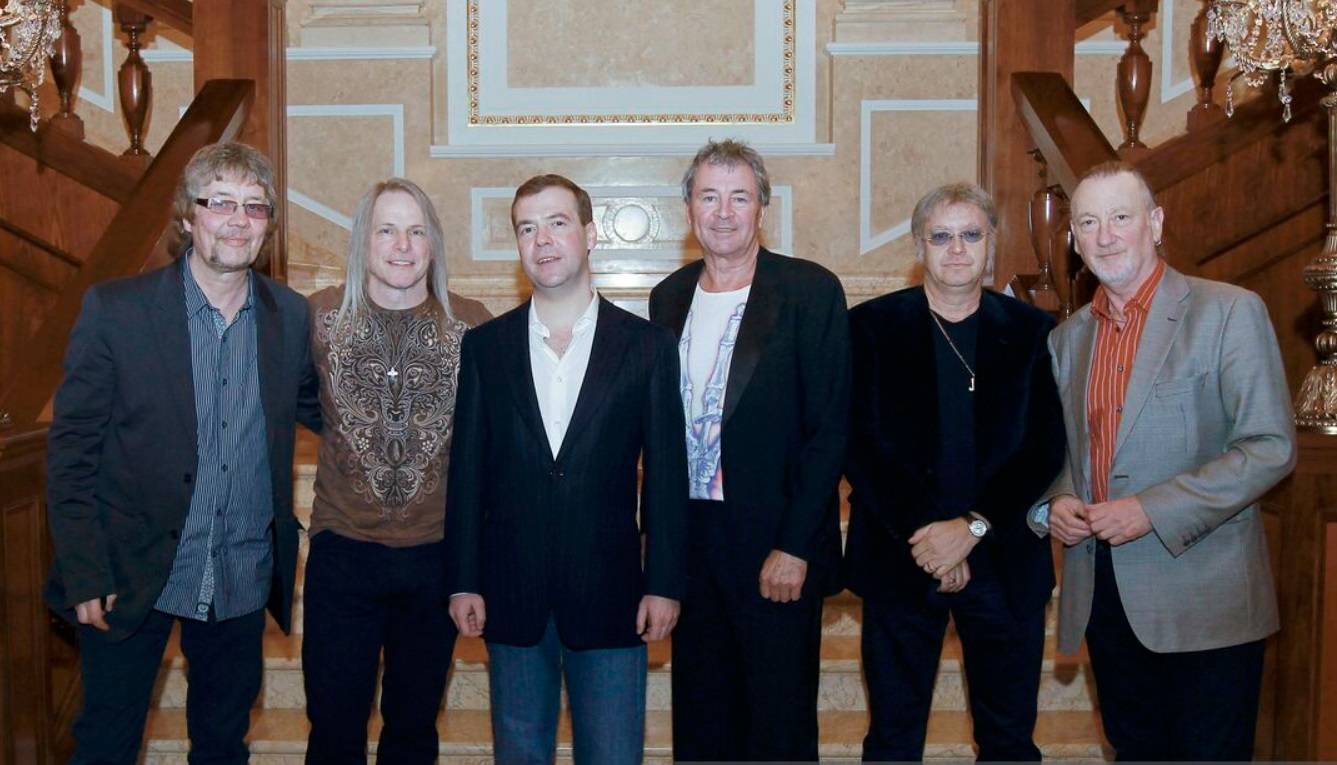
2011年のグループショット

2012年、ロードが膵臓癌の闘病中に肺塞栓症との合併症を引き起こし、死去。71歳没。
2013年、19thアルバム『ナウ・ホワット?!』(Now What?!)を発表。
2014年4月、日本武道館での東京公演を含む来日公演。
2016年5月、日本武道館での東京公演を含む7か所で来日公演。ギランとグローヴァーには70歳を迎えての来日になった。同年、ロックの殿堂入り。現役メンバーのモーズとエイリーは受賞者に含まれず、第1期から第3期までの総勢9名のメンバーのうち第1期のシンパーを除いた8名が受賞した。
2017年、節目の20thアルバム『インフィニット』を発表。
2018年10月、The Long Good-Bye Tourとして来日。千葉（幕張メッセ）、名古屋、大阪、広島、福岡で公演。
2020年2月29日、新曲『Throw My Bones』がオンライン発売。新作アルバムが6月に発売されることも発表されたが、COVID-19の影響により延期され、8月7日に『Whoosh!』（ウーッシュ!）として発売された。
2022年3月31日、モーズが病を患っている妻に付き添うためツアーから一時離脱。同年5月から7月まで予定されているヨーロッパ・ツアーには、エイリーの人脈からサイモン・マクブライドが代役として参加することが発表された。この時点ではモーズは妻の健康状態が良くなり次第ツアーに復帰する意向とされていたが、同年7月23日に公式SNSを通じて、妻の病状から復帰が難しい状況が続いていることを理由に正式に脱退することが発表された。

#### 第10期 2022年9月 -
- イアン・ペイス
- ロジャー・グローヴァー
- イアン・ギラン
- ドン・エイリー

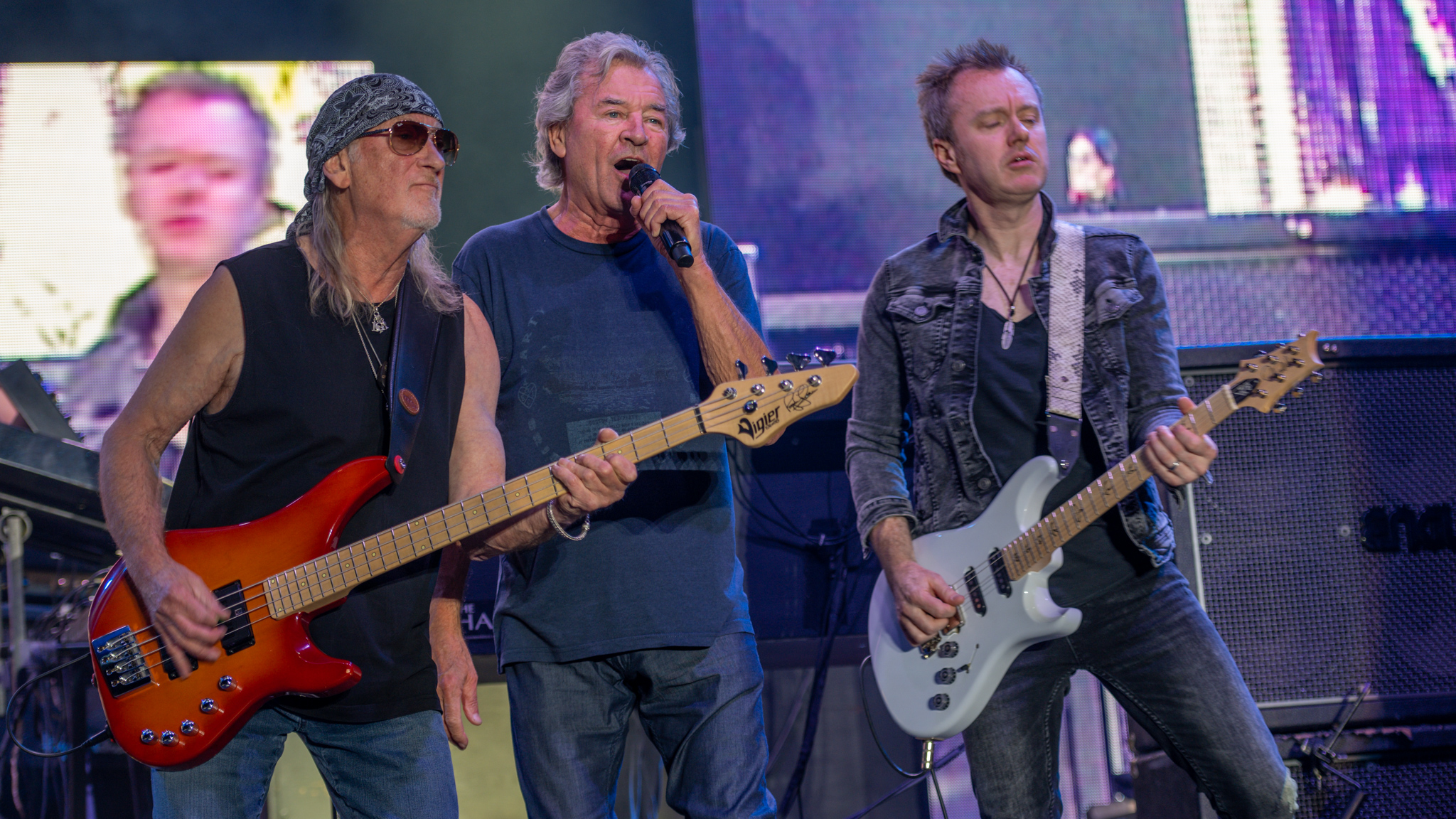
第10期ラインナップのライブ (2022年)

- サイモン・マクブライド (Simon McBride) - ギター

2022年9月16日、同年5月のツアーからモーズの代役として参加していたマクブライドが、モーズの後任として加入。
| 時期                    | 期   | ボーカル                     | ギター                 | キーボード     | ベース                 | ドラムス       |
| ----------------------- | ---- | ---------------------------- | ---------------------- | -------------- | ---------------------- | -------------- |
| 1968年04月 - 1969年06月 | 第1  | ロッド・エヴァンス           | リッチー・ブラックモア | ジョン・ロード | ニック・シンパー       | イアン・ペイス |
| 1969年06月 - 1973年06月 | 第2  | イアン・ギラン               | リッチー・ブラックモア | ジョン・ロード | ロジャー・グローヴァー | イアン・ペイス |
| 1973年10月 - 1975年04月 | 第3  | デイヴィッド・カヴァーデイル | リッチー・ブラックモア | ジョン・ロード | グレン・ヒューズ       | イアン・ペイス |
| 1975年06月 - 1976年07月 | 第4  | デイヴィッド・カヴァーデイル | トミー・ボーリン       | ジョン・ロード | グレン・ヒューズ       | イアン・ペイス |
| 1984年04月 - 1989年04月 | 第5  | イアン・ギラン               | リッチー・ブラックモア | ジョン・ロード | ロジャー・グローヴァー | イアン・ペイス |
| 1989年11月 - 1992年04月 | 第6  | ジョー・リン・ターナー       | リッチー・ブラックモア | ジョン・ロード | ロジャー・グローヴァー | イアン・ペイス |
| 1992年04月 - 1993年11月 | 第7  | イアン・ギラン               | リッチー・ブラックモア | ジョン・ロード | ロジャー・グローヴァー | イアン・ペイス |
| 1993年12月 - 1994年07月 | 第7’ | イアン・ギラン               | ジョー・サトリアーニ   | ジョン・ロード | ロジャー・グローヴァー | イアン・ペイス |
| 1994年11月 - 2002年02月 | 第8  | イアン・ギラン               | スティーヴ・モーズ     | ジョン・ロード | ロジャー・グローヴァー | イアン・ペイス |
| 2002年03月 - 2022年07月 | 第9  | イアン・ギラン               | スティーヴ・モーズ     | ドン・エイリー | ロジャー・グローヴァー | イアン・ペイス |
| 2022年09月 -            | 第10 | イアン・ギラン               | サイモン・マクブライド | ドン・エイリー | ロジャー・グローヴァー | イアン・ペイス |

## 音楽性と影響
時期によってその音楽性は変転しているが、最も印象深く、商業的にも成功している第2期は、いわゆる「ハードロック」であり、また「ヘヴィメタル」の先駆的な存在であると思われる。クリームやジミ・ヘンドリックスなどの先例はあるにせよ、疾走感を伴う曲想と、大きな音量を出すことが可能なアンプ / PAを使用して、観客を圧倒するパフォーマンスを展開するという、言ってみれば「形式としてのハードロック」を構築したのはディープ・パープルであると言われている（音量を参照）。
また、クラシック音楽の導入が特徴とされている。とりわけ国民楽派以降のそれに多大な影響を受けており、和声進行（ハーモニックマイナースケール）を楽式に導入している。ブラックモアは、代表曲「ハイウェイ・スター」と「紫の炎」の間奏部分はバッハのコード進行を引用したものであると語っている。
また、ブラックモアによるギターの速弾き、印象的なリフは非常に有名で、彼は速弾きの元祖とも言われている。特に「ハイウェイ・スター」や「紫の炎」などに見られる速弾きのテクニックは、その後の多くのギタリストに影響を与えた。また「スモーク・オン・ザ・ウォーター」のリフは彼らの楽曲の中ではもっとも有名な楽曲となり、TVやCMでそのリフが多用され、ロック・スターを夢見る多くのアマチュア・ミュージシャンに多大の影響を与えている。ストラトキャスター、もしくはそのコピー・モデルを手に入れて、まず「スモーク・オン・ザ・ウォーター」のリフを弾くギター・キッズは今も多い。他にも「ブラック・ナイト」のリフが有名。
ギランの金切り声を立てる超高音シャウトは当時のロック界を象徴するものであり、レッド・ツェッペリンのロバート・プラントとともに多方面に影響を与えた。

### 音量
第2期のメンバーは、全員がマーシャル製のアンプを使い、PAシステムにも同社のものを使用していた。1972年の初来日公演で、ギランはヴォーカル用マイクロフォン（シュア#565SD）2本をガムテープで束ねて使っていたが、これは出力を高めるためではなく、PA用と録音用にそれぞれ1本ずつ使用したためである。
1972年7月1日、ロンドンのレインボウ・シアターで開かれたコンサートで最大112デシベルを計測し、1973年度版ギネスブックで『世界一の大音響バンド』（"The loudest band in the world"）として認定された。1976年5月31日にイングランドのロック・バンドのザ・フーがロンドンのチャールトンの屋外スタジアムでのコンサートで最大120デシベルを計測したので彼等の記録は破られたが、屋内ステージでの公演における音量としては今だに世界記録である。

### 『ロックの殿堂』入り
ロックの殿堂（The Rock and Roll Hall of Fame）には2012年と2013年の2度ノミネートされ、一般投票で2位と人気を示したが受賞は逃した。既に受賞したキッスのジーン・シモンズ、ラッシュのゲディー・リー、ガンズ・アンド・ローゼズのスラッシュ、メタリカのラーズ・ウルリッヒは、ディープ・パープルは顕彰されるべきであるという意見を表明していた。2015年4月、『ローリング・ストーン』誌の「殿堂入りすべきバンド」の読者投票で1位となり、2015年10月に3度目のノミネートを受けた。
2016年4月に殿堂入りした。受賞者は第1期から第3期の総勢9名のメンバーのうち第1期のシンパーを除いた8名。現役メンバーであるモーズとエイリーは除外された。授賞式には、故人のロードを除く7名の受賞者のうち、ペイス、ギラン、グローヴァー、カヴァデール、ヒューズの5名が出席。ブラックモアとエヴァンスは欠席した。

## その他
- 1970年8月9日、プランプトンで開かれたナショナル・ジャズ・アンド・ブルース・フェスティバルに出演中、ブラックモアがギター・アンプを破壊し、燃え出したアンプを客席に投げつけた[要出典]。
- 1973年、第2期最後のツアーで行われた2度目の来日公演中、6月25日の東京公演の会場になった日本武道館で一部の観客が暴動が起こした。彼等はアンコールが行われなかったことに怒りを爆発させ、椅子や場内設備などを破壊し、花火を上げて大騒ぎした。そのため同会場で翌日も予定されていたコンサートは中止された。この事件は後々まで暗い話題として残り、荒らされた惨状の写真が1980年にUKハーヴェストが発売したシングルBlack Night（HAR 5210）[74]やCDListen, Learn, Read On（2002年）のジャケットに使用された[注 59]。
- 1974年から1975年にかけて、特別仕様の専用飛行機ボーイング707『スター・シップ1号』を借りてツアーをしていた[注 60][75]。この専用機はボディが金、銀、茶色に塗られ、機内にはソファ、暖炉、シャワー室、台所、テレビ、ビデオ、書斎などが装備されていた[注 61]。
- 1976年には、小型のプロペラ機『ヴァイカウント号』を借りている。
- 日本での人気は凄まじく、アルバムや楽譜の売上がローリング・ストーンズを遥かに上回った。レコード会社も音楽雑誌も、彼等をレッド・ツェッペリンと並ぶ二大ハードロック・バンドと呼んた[注 62]。1995年、王様が彼等の曲のメドレーを日本語で直訳した歌詞で歌う「深紫伝説」をヒットさせ、同年の第37回日本レコード大賞・企画賞を受賞した。

## パープル・ファミリー
ディープ・パープルはメンバーの入れ替えが多く、各メンバーの脱退後の活動やソロ活動も盛んで、パープル・ファミリーは常にロック界をリードしてきた。以下は彼等の活動のごく一部である。
- ペイス・アシュトン・ロード（英語版）

ペイスとロードが第4期解散後の1976年8月にトニー・アシュトン、バーニー・マースデン、ポール・マルチネスと結成。アルバム1枚を発表して1978年5月に解散。
- ウォーホース（英語版）

シンパーが結成したバンド。ボーカリストのアシュリー・ホルトはディープ・パープルのオーディションの最終選考まで残った人物で、後にリック・ウェイクマンと活動した。
- キャプテン・ビヨンド

エヴァンスがアメリカで参加した新しいバンド。彼はセカンド・アルバムの発表後に脱退したが、バンドはその後も活動を続け、さらにアルバムを1枚発表した。
- レインボー

ブラックモアが1974年に脱退して結成したハードロック・バンド。グローヴァー、ターナー、エイリーもメンバーだった。ロニー・ジェイムス・ディオやグラハム・ボネットなど、後にハード・ロック・シーンやヘヴィ・メタル・シーンで活躍するシンガーを輩出。コージー・パウエルのドラミングも人気を呼んだ。1978年の札幌公演で起こった観客の死亡事故は大きなニュースとなった（詳細はレインボー (バンド)#1978年の札幌公演での事故を参照）。
- ブラックモアズ・ナイト

ブラックモアが1997年に当時の恋人キャンディス・ナイト（現夫人）と結成したデュオ。中世からルネッサンス期の音楽を主なモチーフとし、ナイトはボーカルを担当し、ブラックモアは主にアコースティック・ギターを演奏。現在も活動中。
- リッチー･ブラックモアズ・レインボー

ブラックモアズ･ナイトと並行する形で2016年から活動を開始。
- ホワイトスネイク

カヴァデールが結成したバンド。後にロードとペイスが参加。数多くの著名なギタリストを輩出し、1980年代後半には全米チャートも制覇した。「紫の炎」「ミストゥリーテッド」などカヴァデールのディープ・パープル時代の楽曲も演奏。
- カヴァーデイル・ペイジ

カヴァデールとジミー・ペイジの1990年代前半のプロジェクト。アルバムを1作発表してと日本でのライブ・ツアーを行った後、解散。
- ヒューズ・スロール

ヒューズと、元パット・トラヴァースなどとともに活動していたギタリストのパット・スロールによるプロジェクト。
- ギラン＝グローヴァー

ギランとグローヴァーのユニット。1988年にエレクトロ・サイケデリック・ポップのアルバム『アクシデンタリー・オン・パーパス』を発表。
- イアン・ペイスのソロ活動

1999年のポール・マッカートニーのロックンロール・アルバム『ラン・デヴィル・ラン』に参加し、アメリカやイギリスの複数のテレビやラジオ番組に出演して演奏をしており、その一部は日本でも放送された。
- グレン・ヒューズのソロ活動

ベーシストとしてばかりではなくボーカリストとしての評価も高い。ゲイリー・ムーアのソロ・アルバムやブラック・サバスのアルバムに全面参加するなど現在も盛んに活動中。
- トミー・ボーリンのソロ活動

ディープ・パープルに加入する際にソロ活動も続けるという条件が認められ、2枚のソロ・アルバムをリリースした。
- スティーヴ・モーズのソロ活動

モーズはディキシー・ドレッグス（後にドレッグスと改名）、第一期スティーヴ･モーズ･バンド、カンサスでキャリアを積んだギタリストで、ディープ・パープルに加入した後もスティーヴ・モーズ・バンドを並行して活動させた。
- ジョン・ロードのソロ活動

## ディスコグラフィ

### 結成 - 解散宣言

#### スタジオ・アルバム
- 『ハッシュ』 - Shades of Deep Purple （1968年発表、第1期）
- 『詩人タリエシンの世界』 - The Book of Taliesyn （1968年発表、第1期）
- 『ディープ・パープル III』 - Deep Purple - （1969年発表、第1期）
- 『ディープ・パープル・イン・ロック』 - Deep Purple in Rock （1970年発表、第2期）
- 『ファイアボール』 - Fireball（1971年発表、第2期）
- 『マシン・ヘッド』 - Machine Head （1972年発表、第2期）
- 『紫の肖像』 - Who Do We Think We Are （1973年発表、第2期）
- 『紫の炎』 - Burn （1974年発表、第3期）
- 『嵐の使者』 - Stormbringer （1974年発表、第3期）
- 『カム・テイスト・ザ・バンド』 - Come Taste the Band （1975年発表、第4期）

#### ライブ・アルバム
- 『ロイヤル・フィルハーモニック・オーケストラ』 - Concerto for Group and Orchestra （1969年発表）
- 『ライヴ・イン・ジャパン』 - Made in Japan （1972年日本公演を収録、1972年発表）
- 『イン・コンサート』 - Deep Purple in Concert （1970年と1972年の公演を収録、1980年発表）
- 『カリフォルニア・ジャム 1974』 - California Jam 1974 （1974年カリフォルニア・ジャムでの公演を収録）
- 『ライヴ・イン・ロンドン』 - Live in London （1975年ロンドン公演を収録、1982年発表）
- 『メイド・イン・ヨーロッパ』 - Made in Europe （1975年ヨーロッパ公演を収録、1976年発表）
- 『紫の昇華〜ザ・ファイナル・コンサート〜』 - Mk III: The Final Concerts （1975年ヨーロッパ公演を収録、1996年発表）
- 『ラスト・コンサート・イン・ジャパン』 - Last Concert in Japan （1975年日本公演を収録、1977年発表）
- 『ライブ・イン・ジャパン1975』 - This Time Around: Live in Tokyo （1975年日本公演を収録、2001年発表）
- 『紫の神技〜ライブ・イン・カリフォルニア・ロング・ビーチ・アリーナ1976』 - King Biscuit Flower Hour Presents: Deep Purple in Concert （1976年アメリカ公演を収録、1995年発表）
- 『ジェミニ・スイート・ライヴ』- Deep Purple And The Orchestra Of The Light Music Society Conducted By Malcolm Arnold – Gemini Suite Live [76]（1970年ロンドンのロイヤル・フェスティバル・ホールで録音、1993年発表）

#### コンピレーション・アルバム
- 『紫の軌跡』 - Purple Passages （第1期の発表曲から11曲とアルバム未収録のシングル曲「エマレッタ」を収録、1972年発表）
- 『ブラック・ナイト＝ 24カラット』 - 24 Carat Purple （1975年発表）
- 『パワー・ハウス』 - Powerhouse （第2期の未収録音源、ライブ音源を収録、1977年発表）
- 『パープル・ロール』 - When We Rock, We Rock, and When We Roll, We Roll （第1期から第3期までの発表曲を編集、1978年発表）
- 『ディーペスト・パープル』 - Deepest Purple: The Very Best of Deep Purple （第2期、第3期発表曲を編集、1980年発表）

### 再結成 - 現在

#### スタジオ・アルバム
- 『パーフェクト・ストレンジャーズ』 - Perfect Strangers （1984年発表、第5期）
- 『ハウス・オブ・ブルー・ライト』 - The House of Blue Light （1987年発表、第5期）
- 『スレイヴス・アンド・マスターズ』 - Slaves and Masters （1990年発表、第6期）
- 『紫の聖戦』 - The Battle Rages On （1993年発表、第7期）
- 『紫の証』 - Purpendicular （1996年発表、第8期）
- 『アバンダン』 - Abandon （1998年発表、第8期）
- 『バナナズ』 - Bananas （2003年発表、第9期）
- 『ラプチャー・オブ・ザ・ディープ』 - Rapture of the Deep （2005年発表、第9期）
- 『ナウ・ホワット?!』 - Now What?! （2013年発表、第9期）
- 『インフィニット』 - Infinite （2017年発表、第9期）
- 『ウーッシュ! 』 - Whoosh!（2020年8月、第9期）
- 『ターニング・トゥ・クライム』 - Turning to Crime（2021年11月、第9期）
- 『=1』 - =1（2024年7月、第10期）

#### ライブ・アルバム
- 『ネブワース'85』 - In the Absence of Pink: Knebwoth '85 （1985年ネブワース公演を収録、1991年発表）
- 『ノーバディーズ・パーフェクト』 - Nobody's Perfect （1987年と1988年の公演を収録、1988年発表）
- 『ライヴ・紫の閃光』 - Come Hell or High Water （1993年の公演を収録、1994年発表）
- 『紫神転生〜ライヴ・アット・ジ・オリンピア'96〜』 - Live at The Olympia '96 （1996年の公演を収録、1997年発表）
- 『トータル・アバンダン』 - Total Abandon: Australia '99 （1999年オーストラリア公演を収録、1999年発表）
- 『ライブ・アット・ロイヤル・アルバート・ホール』 - Live at the Royal Albert Hall （1999年の公演を収録、2000年発表）
- 『ライヴ・アット・モントルー2006』 - Live at Montreux 2006: They All Came Down to Montreux （2006年モントルー公演を収録、2007年発表）

## 来日公演

### 単独公演
- Machine Head tour（1972年）〈Ritchie Blackmore〉
  - 8月15日・16日 大阪 大阪フェスティバルホール
  - 8月17日 東京 日本武道館
- Who Do We Think We Are tour（1973年）〈Ritchie Blackmore〉
  - 6月23日 広島 広島市公会堂
  - 6月24日 名古屋 名古屋市公会堂
  - 6月25日 東京 日本武道館
  - 6月27日・29日 大阪 大阪厚生年金会館
- Come Taste the Band tour（1975年）〈Tommy Bolin〉
  - 12月08日 名古屋 名古屋市公会堂
  - 12月11日 大阪 大阪厚生年金会館
  - 12月12日 福岡 福岡市九電記念体育館
  - 12月15日 東京 日本武道館
- Perfect Strangers tour（1985年）〈Ritchie Blackmore〉
  - 5月08日 大阪 大阪城ホール
  - 5月09日 名古屋 名古屋市国際展示場
  - 5月11日 大阪 大阪厚生年金会館
  - 5月13日・14日・15日・16日 東京 日本武道館
- Slaves and Masters tour（1991年）〈Ritchie Blackmore〉
  - 6月24日・26日・27日 東京 日本武道館
  - 6月25日 大阪 大阪城ホール
- The Battle Rages On tour（1993年）〈Joe Satriani〉[注 63]
  - 12月2日 名古屋 名古屋レインボーホール
  - 12月3日 大阪 大阪城ホール
  - 12月5日 横浜 横浜文化体育館
  - 12月6日・7日 東京 日本武道館
  - 12月8日 東京 代々木第一体育館
- Purpendicular tour（1996年）〈Steve Morse〉
  - 10月25日 名古屋 名古屋センチュリーホール
  - 10月27日 福岡 福岡市民会館
  - 10月28日・29日 大阪 大阪フェスティバルホール
  - 10月31日 東京 日本武道館
  - 11月01日 川口 川口総合文化センター・リリア
  - 11月02日 宇都宮 栃木県産業文化センター
  - 11月04日 仙台 仙台サンプラザ
  - 11月06日 札幌 北海道厚生年金会館
  - 11月08日 横浜 パシフィコ横浜・国立大ホール
- Abandon tour（2000年）〈Steve Morse〉
  - 3月25日・26日 東京 東京国際フォーラム
  - 3月28日 横浜 パシフィコ横浜・国立大ホール
  - 3月30日 名古屋 愛知県芸術劇場
  - 3月31日・4月1日 大阪 大阪フェスティバルホール
- Japan tour 2001（2001年）〈Steve Morse〉
  - 3月24日・25日 東京 東京国際フォーラム
  - 3月27日 仙台 仙台サンプラザホール
  - 3月29日 札幌 北海道厚生年金会館
- Bananas tour（2004年）〈Steve Morse〉
  - 3月17日 大阪 大阪厚生年金会館
  - 3月18日 名古屋 愛知厚生年金会館
  - 3月20日 東京 東京国際フォーラム
  - 3月22日 東京 渋谷公会堂
  - 3月23日 金沢 金沢市観光会館
- Rapture of the Deep tour（2006年）〈Steve Morse〉
  - 5月17日 福岡 福岡郵便貯金ホール
  - 5月18日 大阪 大阪厚生年金会館
  - 5月19日 名古屋 名古屋市公会堂
  - 5月21日 東京 SHIBUYA-AX
  - 5月22日 東京 東京国際フォーラム
- Rapture of the Deep tour（2009年）〈Steve Morse〉
  - 4月08日・15日 東京 東京国際フォーラム
  - 4月09日 名古屋 Zepp名古屋
  - 4月10日 広島 広島厚生年金会館
  - 4月12日 金沢 金沢歌劇座
  - 4月13日 大阪 大阪厚生年金会館
- Rapture of the Deep tour（2014年）〈Steve Morse〉
  - 4月09日 名古屋 愛知県芸術劇場
  - 4月10日 大阪 オリックス劇場
  - 4月12日 東京 日本武道館
- 2016 World tour（2016年）〈Steve Morse〉
  - 5月09日 札幌 ニトリ文化ホール
  - 5月10日 函館 函館市民会館
  - 5月12日 仙台 仙台サンプラザホール
  - 5月13日 郡山 郡山市民文化センター
  - 5月15日 東京 日本武道館
  - 5月16日 大阪 大阪フェスティバルホール
  - 5月18日 名古屋 日本特殊陶業市民会館フォレストホール
- The Long Goodbye tour（2018年）〈Steve Morse〉
  - 10月14日 千葉 幕張メッセ
  - 10月15日 名古屋 名古屋中央ホール
  - 10月17日・18日 大阪 大阪フェスティバルホール
  - 10月20日 広島 広島上野学園ホール
  - 10月22日 福岡 福岡サンパレス
- World Tour 2023（2023年）〈Simon McBride〉
  - 3月13日 東京 日本武道館
  - 3月17日 広島 広島上野学園ホール
  - 3月19日 福岡 福岡サンパレス
  - 3月21日 大阪 丸善インテックアリーナ大阪

### フェス
- SUMMER SONIC 2005（2005年）〈Steve Morse〉
  - 8月13日 千葉 千葉マリンスタジアム
  - 8月14日 大阪 南港WTCオープンエアスタジアム